# Urfa-Harran Ovası
Die Urfa-Harran Ovası (deutsch: Urfa-Harran-Ebene, in der Literatur oft als Harran Ovası, deutsch: Harran-Ebene bezeichnet) ist eine große, weitgehend landwirtschaftlich genutzte intramontane Ebene in der Türkei (Südostanatolien) zwischen 36° 47° und 39° 15° östlicher Länge und 36° 40° und 37° 21° nördlicher Breite. Das Gebiet, das von den Tek Tek-Bergen (Tektek Dağları) im Osten, dem Akçakale-Kreis und der syrischen Grenze im Süden, den Fatik-Bergen (Fatik Dağları, Fatik-Plateau) im Westen und den Şanlıurfa-Bergen (Şanlıurfa Dağları) im Norden umgeben ist, umfasst etwa 225.000 Hektar.

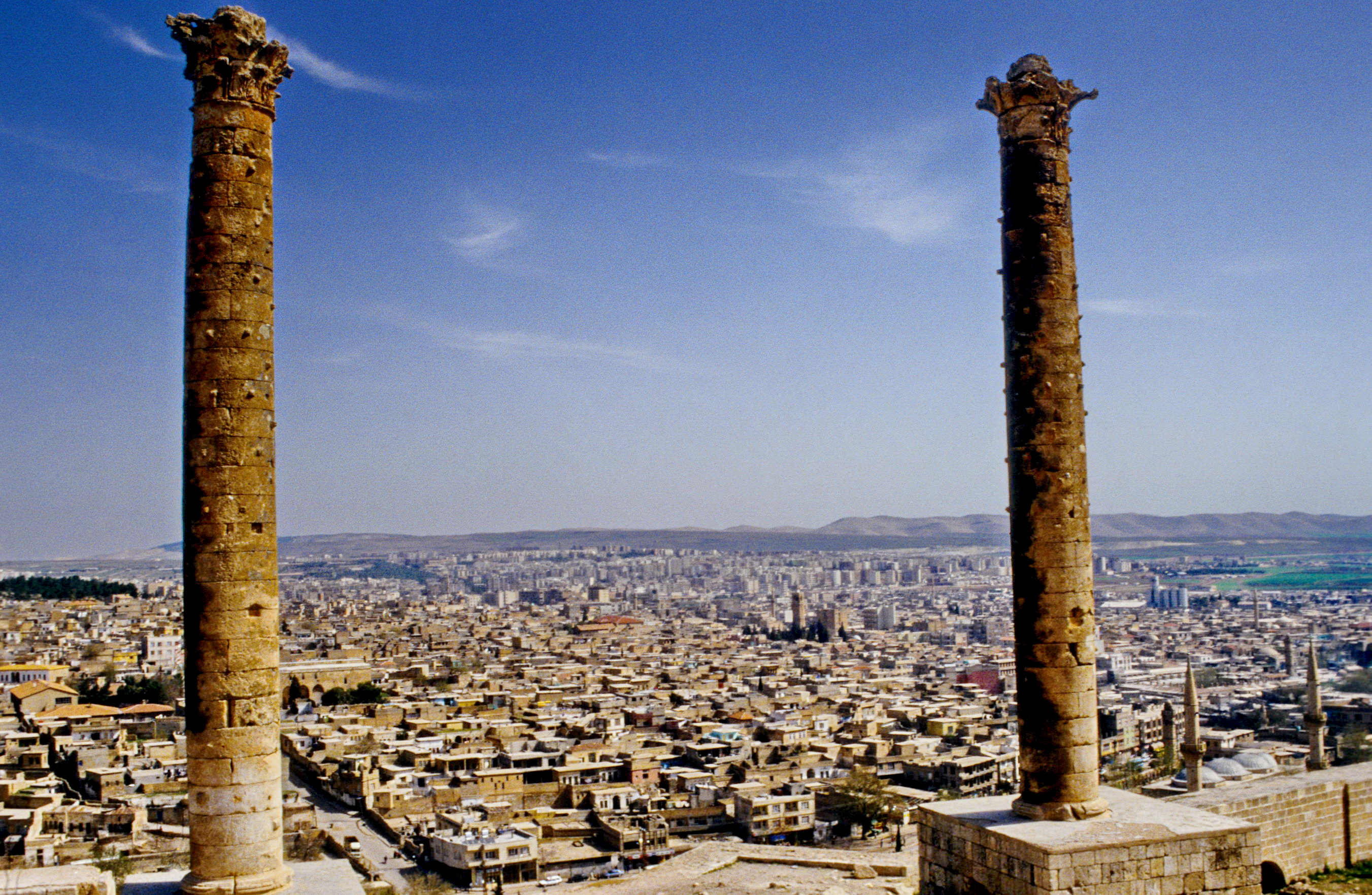
Şanlıurfa: Blick von der Zitadelle von Urfa (Urfa Kalesi) mit den Relikt-Säulen des Winterpalastes (201 n. Chr.) über die Altstadt nach Norden.

Größte städtische Siedlung und zugleich übergeordnetes Provinzzentrum ist die Großstadt Şanlıurfa (früher Urfa) im Nordwesten der Beckenlandschaft. Kleinere städtische Zentren sind vor allem die Städte Harran inmitten der Senke, seit 1987 Kreiszentrum über 1 Amtsbezirk, 102 Dörfer und 105 Weiler (2012) 48 km südöstlich von Şanlıurfa, und Akçakale (arabisch تل اأبيض, Tal Abyaḍ), Kreiszentrum seit 1946 über 2 Amtsbezirke und 92 Dörfer (2012) 53 km südlich von Şanlıurfa an der türkisch-syrischen Grenze. Die agrarisch genutzte Ebene ist seit 1995 in die überregionale Bewässerung des Südostanatolien-Projekts (türkisch: Güneydoğu Anadolu Projesi; GAP) eingebunden. Im Rahmen dieser Bewässerungsplanung war die Urfa-Harran-Ebene das erste und größte Gebiet des GAP, das für die Bewässerung in Betracht gezogen wurde.

## Einblicke in die Siedlungsgeschichte

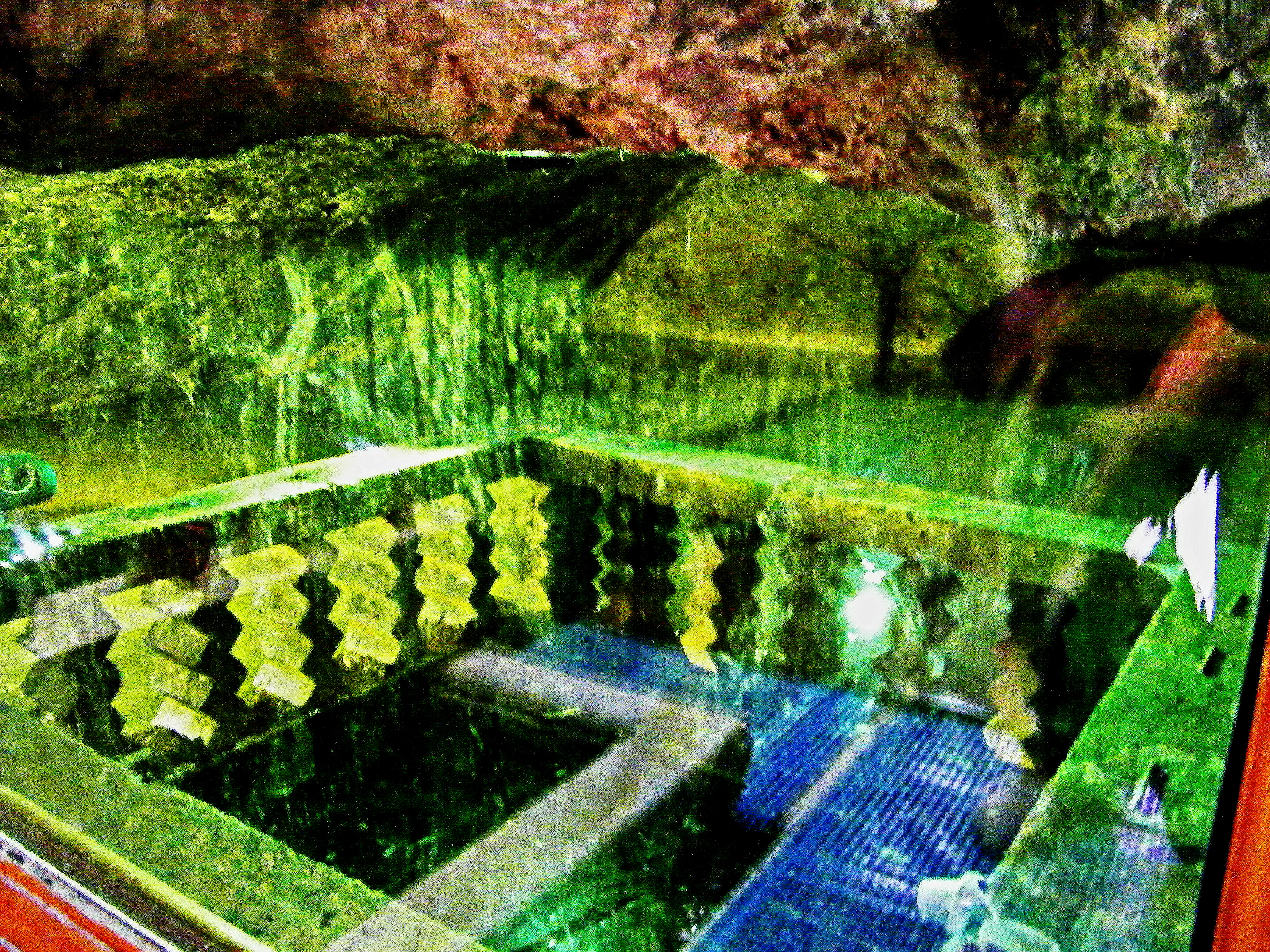
Heilige Quelle in Abrahams Quellhöhle (Mevlid-i Halilulrahman Mağarası) in Şanlıurfa.

Die Geschichte der Urfa-Harran Ovası ist eng verbunden mit den beiden historisch bedeutendsten Siedlungen der Ebene: Mit dem vermutlich älteren, schon im 3. Jahrtausend v. Chr. besiedelten Harran (siehe dort) im Zentrum der Ebene und dem möglicherweise jüngeren Şanlıurfa (siehe dort), wahrscheinlich identisch mit dem hurritischen Urschu, das um 2000 v. Chr. in sumerischen, akkadischen und später in hethitischen Keilschrifttexten erwähnt wird. Urfa gilt zwar nach islamischer Überlieferung als der Geburtsort Abrahams viel mehr als Harran, und an seine Anwesenheit dort erinnert noch die Wallfahrtsstätte der Heiligen Quelle in Abrahams Grotte (Mevlid-i Halilulrahman Mağarası), bekannter allerdings ist die alte Siedlung Harran, das griechische Κάρραι (Karrhai) und römisch-lateinische Carr(h)ae. Die im Volksmund als Harran Ovası (Harran-Ebene) bezeichnete Senke, die in der Antike eine wichtige Position einnahm und ein Tor nach Mesopotamien darstellte, lebt seit Jahrhunderten mit mesopotamischen Kulturen zusammen, stellte die Beziehungen zwischen der anatolischen Hochebene und den Ebenen im Süden her und ist diesbezüglich von großer Bedeutung in der Geschichte des Nahen Ostens.

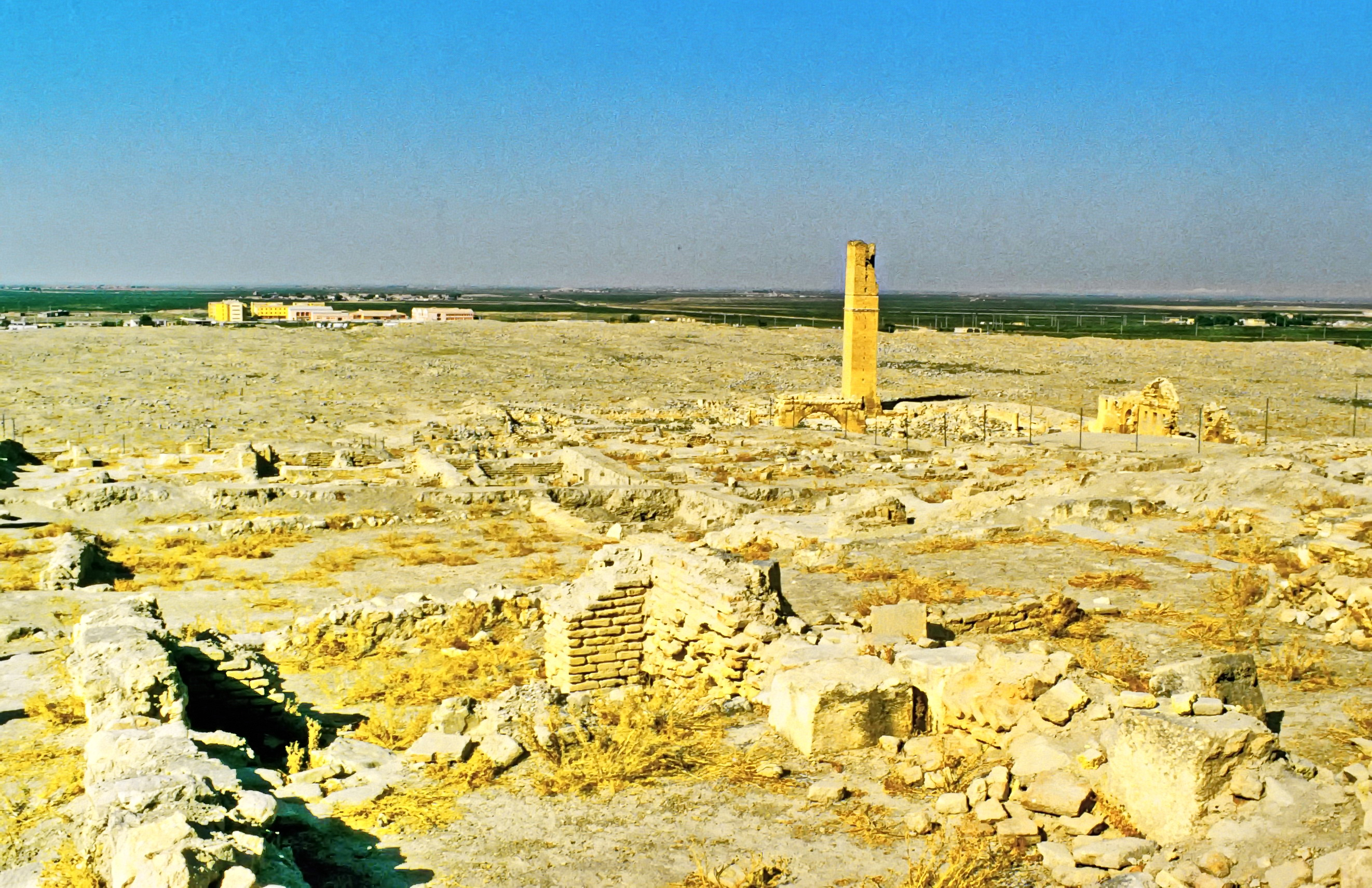
Blick nordostwärts über Teile der Ausgrabungen des historischen Siedlungshügels (Tell, Höyük) von Harran (Altınbaşak). Im Mittelgrund die Reste des Minaretts der Großen Moschee (Ulu Cami).

Die zuverlässigsten Informationen über die Vergangenheit Harrans und der Ebene von Urfa-Harran stammen im Allgemeinen aus Funden, die als Ergebnisse archäologischer Ausgrabungen gewonnen wurden. Der Name Harran wurde erstmals als „Har-ra-na“ bzw. „Ha-ra-na“ in Keilschrifttafeln aus dem frühen 2. Jahrtausend v. Chr. entziffert, die in Mari und Kültepe gefunden wurden. Darüber hinaus wird Harran als „Ha-ra-na“ auf den im Norden Syriens in Ebla entdeckten Tafeln erwähnt. In hethitischen Tontafeln gegen Ende des 2. Jahrtausends v. Chr. heißt es, dass die in Harran geleisteten Schwüre über eine Vereinbarung zwischen den Mitanni und den Hethitern vor dem Mondgott Sin und dem Sonnengott eingehalten wurden. Aus all diesen frühen Dokumenten geht hervor, dass der Name Harran seit fast 4000 Jahren unverändert geblieben ist. Er stammt wahrscheinlich von „Harran-u“, was in der sumerischen Sprache so viel wie „reisende Karawane“ bedeutet, während andere Quellen angegeben, dass dieser Ausdruck „kreuzende Straßen“ oder „sehr intensive Hitze“ bedeutet. Der berühmte Reisende Ibn Jubayr, der Harran 1184 besuchte, schrieb, dass diese Region schattig und bewaldet war und dass verschiedene Früchte und Gemüse angebaut wurden, andererseits aber dass sie infolge einer Dürre über einen langen Zeitraum hinweg verwüstet bzw. aufgelassen wurde. Harran lag in der Antike an der Kreuzung wichtiger Handelsrouten, die aus Nordmesopotamien nach Westen und Nordwesten führten. Aufgrund dieser Eigenschaft war Harran als einer der Hauptorte der Ebene einer der wichtigsten Treffpunkte assyrischer Kaufleute, die enge Handelsbeziehungen mit Anatolien unterhielten. Die Tatsache, dass die Handelsströme von Anatolien nach Mesopotamien und umgekehrt seit Tausenden von Jahren über Harran und damit durch die Urfa-Harran Ovası geführt wurden, hat zur Bildung einer reichen kulturellen Anhäufung in dieser historischen Stadt und ihrem Umland geführt. Man sagt, dass die Siedlungsstelle eben jener Ort ist, der in der Thora als „Haran“ bezeichnet wird. Islamische Historiker schreiben die Gründung der Stadt einem gewissen Kaynan zu, einem der Enkel Noahs, oder „Aran“ (Haran), dem Bruder des Propheten Abraham. Nach Ibn Shaddat, einem der Historiker des 13. Jahrhunderts, lebte der Prophet Abraham in dieser Stadt, bevor er nach Palästina ging, weshalb Harran auch die Stadt des Propheten Abraham genannt wurde, und dass es dort das Haus des Propheten Abraham gab, eine Moschee, die seinen Namen trug, und einen Stein, auf den er sich zu setzen pflegte. Der Ort Harran und sein Umfeld werden von fast allen Gelehrten mit dem biblischen Haran (hebräisch: חָרָן) in Verbindung gebracht.

### Aspekte zur Prähistorie

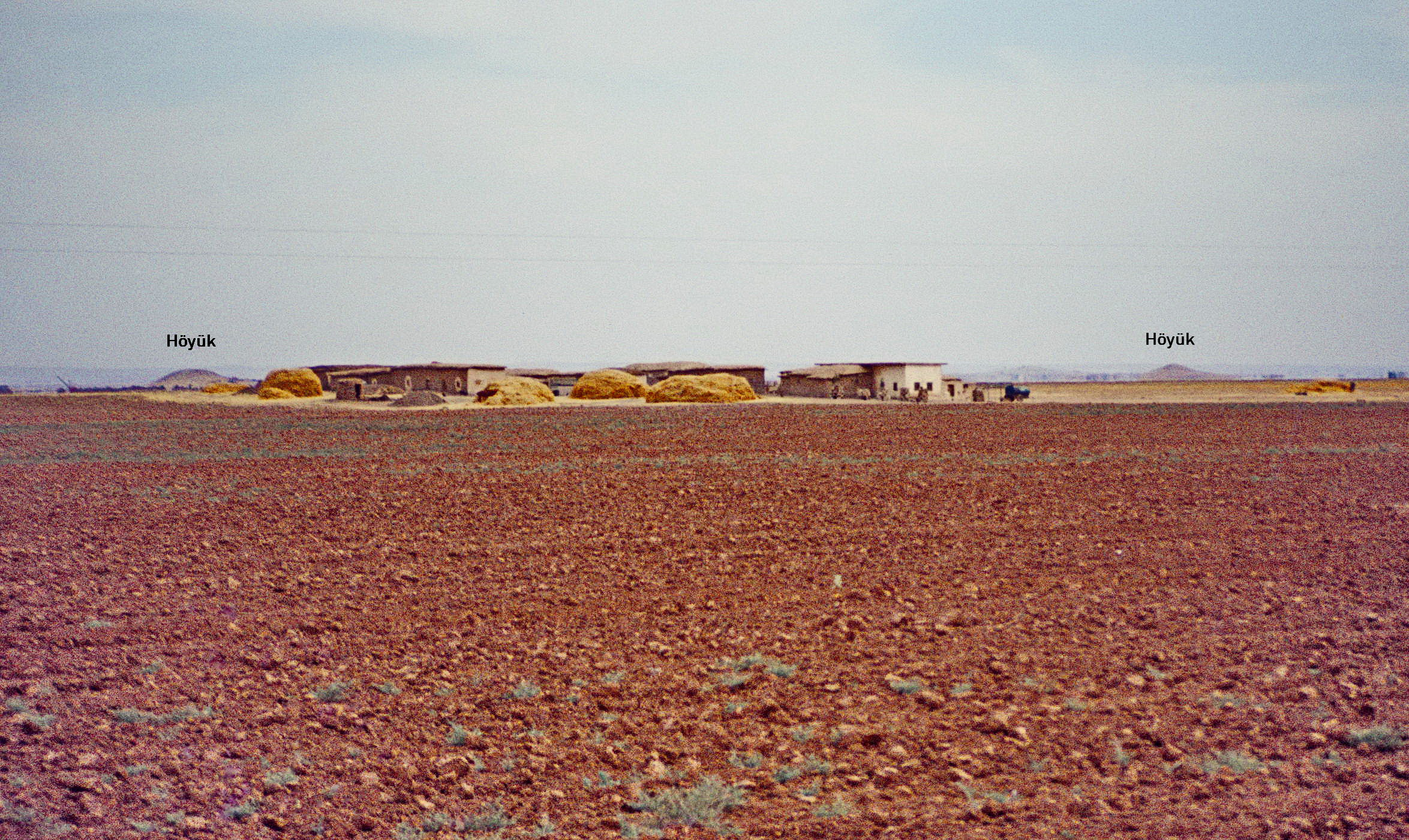
Typische junge Dorfsiedlung inmitten der von Höyüks (Tells) durchsetzten Urfa-Harran Ovası.

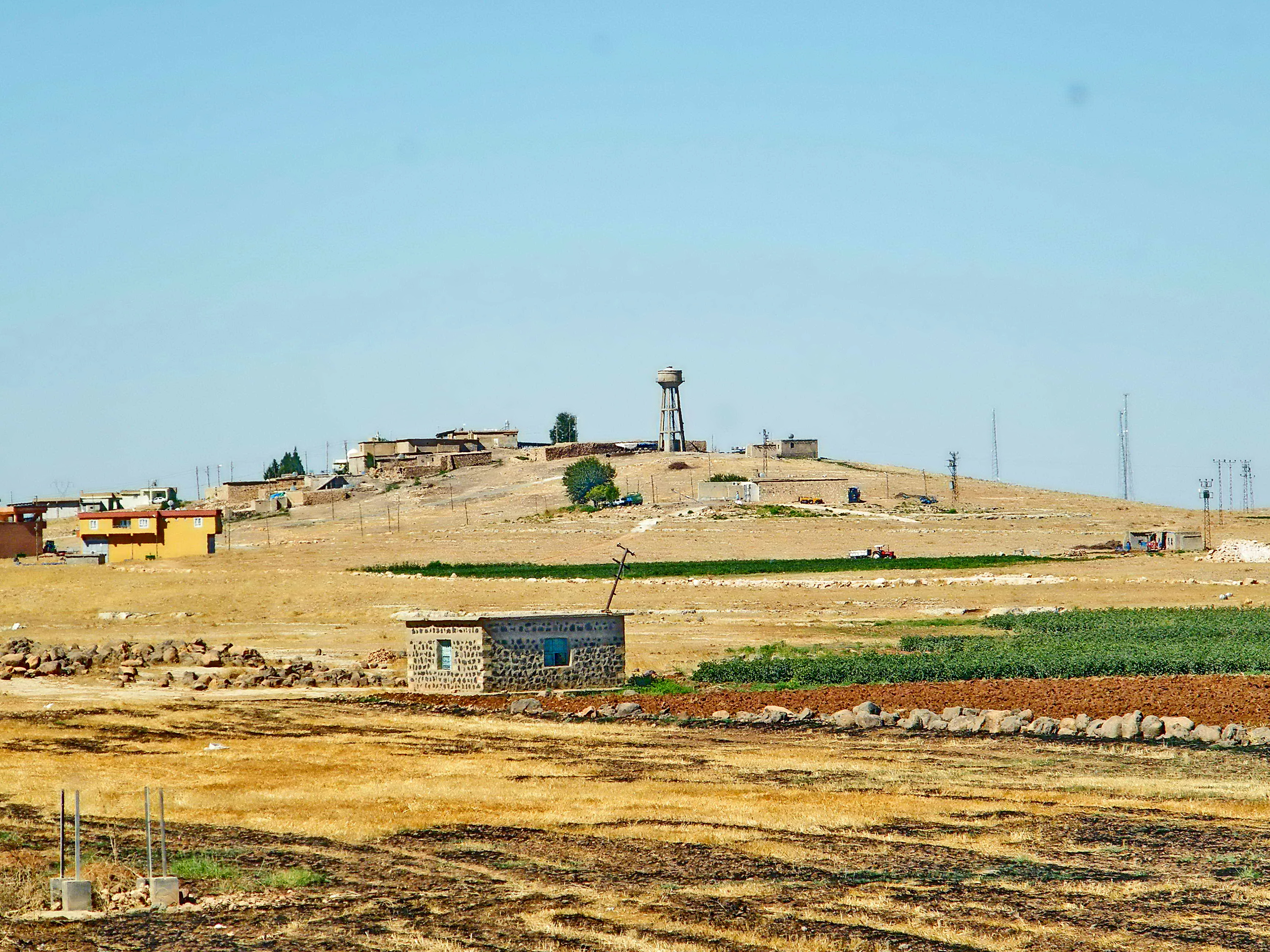
Typische dörfliche Siedlung auf einem Tell (Höyük) in der Urfa-Harran Ovası.

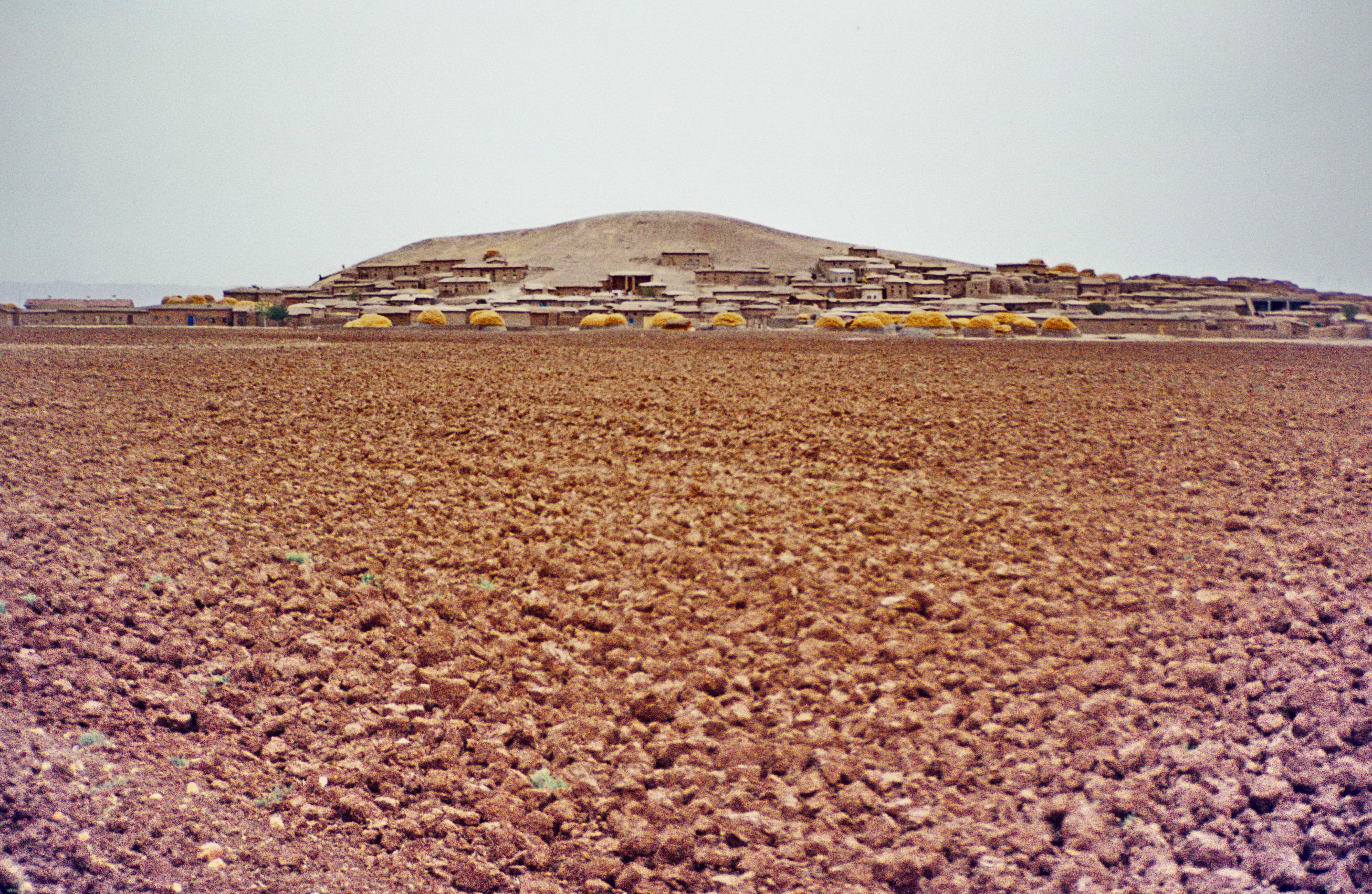
Blick auf den historischen Siedlungshügel (Tell, Höyük) von Sultantepe bei Yardımcı.

Auffällig sind in der weitgehend ebenen Urfa-Harran Ovası jene überaus zahlreichen kleinen hügelförmigen Erhebungen, die sich bei näherer Untersuchung als historische Siedlungsplätze (Höyük, Hüyük, Tell) erweisen. Nach Erkenntnissen aus im Jahr 2006 unter der Leitung des Archäologen Nurettin Yardımcı durchgeführten archäologischen Ausgrabungen in Tel İdris, unmittelbar südlich von Harran, gab es dort sesshafte Bevölkerung bereits zur Jungsteinzeit um 7000 v. Chr. Bei den Untersuchungen, die seit 1983 von demselben Team in und um Harran durchgeführt wurden, wurden 208 alte Siedlungen, meist Hügel, in der Urfa-Harran-Ebene gefunden, wo verschiedene Kulturen von der Jungsteinzeit bis zur islamischen Zeit lebten. Aufgrund eines 2018 in einem 1754 km² großen Gebiet durchgeführten Surveys zur Einordnung dieser Siedlungshügel in der Ebene nach Größe, Besiedlungszeitraum und Datierungen der Keramikfunde konnte in Abstimmung mit diesen bereits früher erfolgten Studien beispielhaft geklärt werden, dass derartige Plätze mit mehr als 10 ha Fläche, wie Balkat Hüyük, Yukarı Yarımca Hüyük und Tell Magrum, seit dem Chalkolithikum ohne Unterbrechung genutzt wurden. Kleinere dagegen mit einer Fläche von mehr als 5 ha, wie Varlıalan, Seferköy Hüyük, Uzunyol Hüyük und Öncüler Hüyük, zählten hingegen zu den Plätzen, die mit diesen großen, zentralen Orten verbunden waren und sich in etwa um diese gruppierten. In den restlichen Orten mit weniger als 5 ha und insbesondere unter 2 ha Fläche wurden zumeist Keramiken der Halaf- und einige der Ubaid-Zeit vermerkt, die größtenteils in höchstens zwei verschiedenen Perioden, Jungsteinzeit und Chalkolithikum oder Jungsteinzeit und islamische Zeit, besiedelt waren und in anderen Perioden eher als kleine Dörfer oder nur kurzfristig als temporäre Siedlungen genutzt wurden. Demnach war die Urfa-Harran Ovası bereits in der Prähistorie dicht besiedelt. Nach Auswertungen jüngerer Forschungen (2020) waren von diesen Plätzen 18 bereits im Früh- und Mittel-Chalkolithikum (Halaf/Ubaid) bewohnt, 24 in der frühen Bronzezeit, 17 während der Mittel- und Spätbronzezeit, 19 in der Eisenzeit und 33 während der islamischer Periode, wobei der Zeitraum mit der größten Verbreitung in die frühe Bronzezeit fällt.

### Momente zur Alten Geschichte
Während die Region um Harran 2000 v. Chr. unter der Herrschaft des Altbabylonischen Reiches stand, wo der Ort Harran als Reise- und Handelsstation zwischen Karkemisch am Euphrat und Ninive am Tigris fungierte, übernahmen Ende des 18. Jahrhunderts v. Chr. die Hurriter und während des 15. und 14. Jahrhunderts v. Chr. das Mittani-Reich die Herrschaft. 612 v. Chr. kam die Ebene ans Neubabylonische Reich und wurde im 6. Jahrhundert v. Chr. Teil des persischen Achämenidenreichs. Im Alten Testament gilt Harran als der Ort, von dem Abraham in das verheißene Land Kanaan aufgebrochen war. Nachdem Alexander der Große 332 v. Chr. die persische Herrschaft in Anatolien beendet hatte, geriet Harran zusammen mit der Region Urfa unter die Souveränität des mazedonischen Königreichs, und nach Alexanders Tod herrschten dort die Seleukiden, gefolgt ab 133 v. Chr. vom lokalen Königreich Osrhoene, einem lokalen Reich, das die Gebiete um Edessa (Şanlıurfa) als eine Art Pufferstaat zwischen der römischen und parthischen Einflusssphäre. umfasste. Die Gegend von Harran war 53 v. Chr. Schauplatz der Schlacht bei Carrhae, wie der lateinische Namen Harrans lautete, in der der römische Prokonsul der Provinz Syria, Marcus Licinius Crassus, auf seinem Feldzug gegen die Parther dem parthischen Heerführer Surenas unterlag. Die Niederlage gilt als eine der schwersten, die die Römer jemals erlitten haben. 114 n. Chr. wurde Osrhoene zusammen mit Armenien und Mesopotamien kurzfristig durch Kaiser Trajan erobert und nach Aufständen – ebenfalls nur für kurze Zeit – durch Kaiser Hadrian an den parthischen Königsthron übergeben, um 165 vom Römer Lucius Verus als ein halb-autonomer Satellitenstaat erneut übernommen zu werden.
Carl Ritter vermerkt zur römischen Zeit der Region, dass – wie eine Münze aussagt – Lucius Antoninus Verus, Mitkaiser des Marcus Aurelius Antoninus, der im Jahr 163 bis 165 n. Chr. den Partherkrieg siegreich geführt und Mesopotamien wieder gewonnen hatte, Carrhae (Harran) als erste dortige römische Kolonie „Colonia Aurelia Carrhenorum“ gründete. Diese wurde 172 n. Chr. nach Lucius Verus Tod, als Ovidius Cassius in Mesopotamien als Regent eingesetzt wurde, durch Mark Aurel zur Metropolis erhoben, was sie auch unter Kaiser Commodus blieb. Antoninus Caracalla (211–217 n. Chr.) machte, nachdem er das Osrhoenische Königreich vernichtet hatte, die Stadt Edessa zur Colonia, und Macrinus, sein Nachfolger, erhob sie 217 n. Chr. zur Metropolis. Carrhae (Harran) dagegen sank zur zweiten Metropolis herab.

### Einblicke ins Mittelalter
Mit den arabischen Eroberungen im Jahr 639 n. Chr. kam die Region unter Islamische Kontrolle, und der Ort Harran wurde zu einem wichtigen kulturellen Zentrum unter die Herrschaft der Umayyaden (661–750 n. Chr. als Kalifen von Damaskus) und um 750 der Abbasiden. Der Umayyaden-Kalif Marwan II. verlegte seine Hauptstadt nach Harran (744–750), und an der hier gegründeten Universität von Harran wurden Studien zu Religion, Astronomie, Medizin, Mathematik und Philosophie durchgeführt. Nach der Schlacht bei Manzikert (1071) regierten die Seldschuken hier (1087), und die Zengiden und Ayyubiden (Saladin/ Selahattin Eyyubi) dominierten im 12. Jahrhundert, die Mongolen im 13. Jahrhundert und im 14. Jahrhundert die Mamluken. Das Gebiet wurde dem osmanischen Reich während des Ägyptenfeldzugs von Yavuz Sultan Selim gegen die Mamluken (1517) angeschlossen.
Die Region gilt als die Heimat der Sabier, einer im 12./13. Jahrhundert untergegangenen Religionsgemeinschaft, die vor allem im Gebiet um Harran und Sumatar in den Tektek Dağları im Südosten der heutigen Türkei und in den benachbarten Gebieten des heutigen Syrien und des Libanon verbreitet war. Ihr Kult beruhte auf der Verehrung der Gestirne, und als ihr wichtigster Gott galt der babylonische Mondgott Sin. Während Unruhen im 11. Jahrhundert verbunden mit Rebellion gegen die Hamdaniden, die 906–1004 in der Dschazira-Region und Nordsyrien herrschten, und einer anschließenden Hungersnot verloren die Sabier ihre Wirkungsstätten und Tempel. 1260 zerstörten die Mongolen den letzten Tempel der Sabier in Harran, das niedergebrannt wurde und seine alte Bedeutung nie wieder erreichte. Die Reste der Sabier gingen im 12./13. Jahrhundert schließlich in der Gemeinschaft der Shamsi-Alawiten auf. Der Beduinenstamm der arabischen Banu Numair, die im 10. Jahrhundert als Hilfstruppen für einen abbasidischen Gouverneur in Obermesopotamien gedient hatten, hatten sich dort niedergelassen, eine Dynastie, die die Städte Harran, Suruç und ar-Raqqa am Euphrat mehr oder weniger kontinuierlich zwischen dem 10. und 11. Jahrhundert beherrschten und zu Beginn unter der Regierungszeit von Waṯṯāb ibn Sabiq (reg. 990–1019) darüber hinaus auch Edessa (heute Şanlıurfa) kontrollierten, bis dieses 1031 von den Byzantinern erobert wurde. Die Numairiden wechselten aus politischem Kalkül öfters die Seiten zwischen dem sunnitischen Kalifat in Bagdad und dem schiitischen Kalifat in Ägypten. Sie regierten zunächst nicht von festen Orten aus, sondern von ihren Stammeslagern auf dem Land und vertrauten die Verwaltung der Städte ihren Militärsklaven (Ghilmān) an. 1081 wurde ihre Hauptstadt Harran zusammen mit Suruç von den türkischen Seldschuken und den arabischen Uqailiden erobert. Anhand von Forschungen durch David Storm Rice ist bekannt, dass die Nachkommen der Banu Numair noch 1952 weiterhin in und um Harran lebten und als Nmēr, eine umgangssprachliche Form des Wortes Numair, bekannt waren und zur Stammeskonföderation der Jēs/Qays gehörten, obwohl ihnen nicht bewusst war, dass ihre Vorfahren einst fast ein Jahrhundert lang die Herren von ar-Raqqa, Suruç und Harran gewesen waren. Die Urfa-Harran Ovası mit Harran und seinem Umland, wo Gelehrte und Wissenschaftler, wie Mohammed ibn Dschābir al-Battānī (850/869–929) oder Ibn Taymiyya (1263–1328), aufwuchsen, erlitt während der Kreuzzüge großen Schaden, erlangte aber während der Zengiden- und Ayyubiden-Herrschaft immer wieder ihre einstige Bedeutung zurück, ehe sie von Seldschuken und Osmanen regiert wurde.

### Jüngere Geschichte

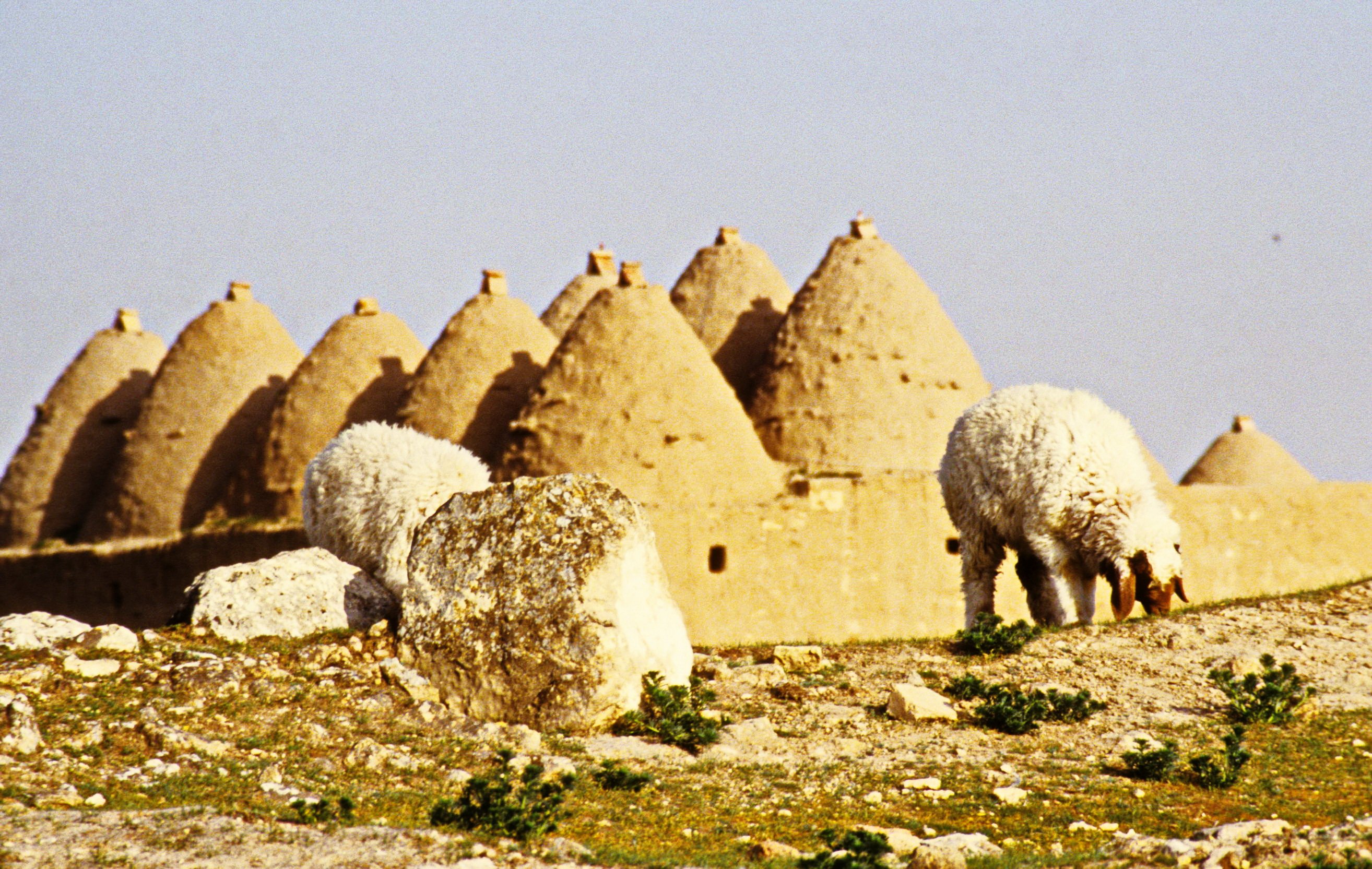
Typische Bienenkorb-Häuser in Alrınbaşak (Harran), wie man sie auch in nordsyrischen Dörfern noch antrifft.

Die heute in Harran angesiedelten arabischen Bewohner basieren u. a. auch auf arabischen Stämmen, die die Osmanen im 18. Jahrhundert im Zuge der Sesshaftmachung von Nomaden hier ansiedelten. Die mündliche arabische Tradition und Kultur zeigt heute immer noch ihren Einfluss, während die 3000 Jahre alte mesopotamischen Hauskultur in Form eines Trulli-artigen Kegelhauses mittlerweile vor dem Aussterben durch Häuser im modernen Stil steht. Vital Cuinet vermerkt dazu Ende des 19. Jahrhunderts, dass in den Dörfern dieser Region zwar überwiegend „Kurdisch“ gesprochen wurde, allerdings mit Ausnahme im Nahiye (Amtsbezirk) von Harran, der abhängig von Sandschak Urfa (Orfa) im Vilayet (Provinz) Aleppo war. Damals bestand der Amtsbezirk Harran aus einer Gruppe von 253 Dörfern, die von einem Mudir verwaltet wurden und deren Gesamtbevölkerung 31.625 Einwohner ausmachte, allesamt Araber des Stammes der Béni-Zéïd, die sich mit Landwirtschaft und Viehzucht befassten. Das Zentrum dieser Gruppe war die alte Residenz des Patriarchen Abraham, Harran. Cuinet sprach von „Bedewis“ (Beduinen, Araber, Muslime und Türken), die nur Arabisch sprachen, einer Bevölkerungsgruppe arabischer Rasse oder Sprache, die die muslimische Religion praktizierten und von denen einige aus Syrien und Ägypten stammten, andere aus den Wüsten von Chaldäa und Ägypten.

## Geologisch-tektonische Aspekte

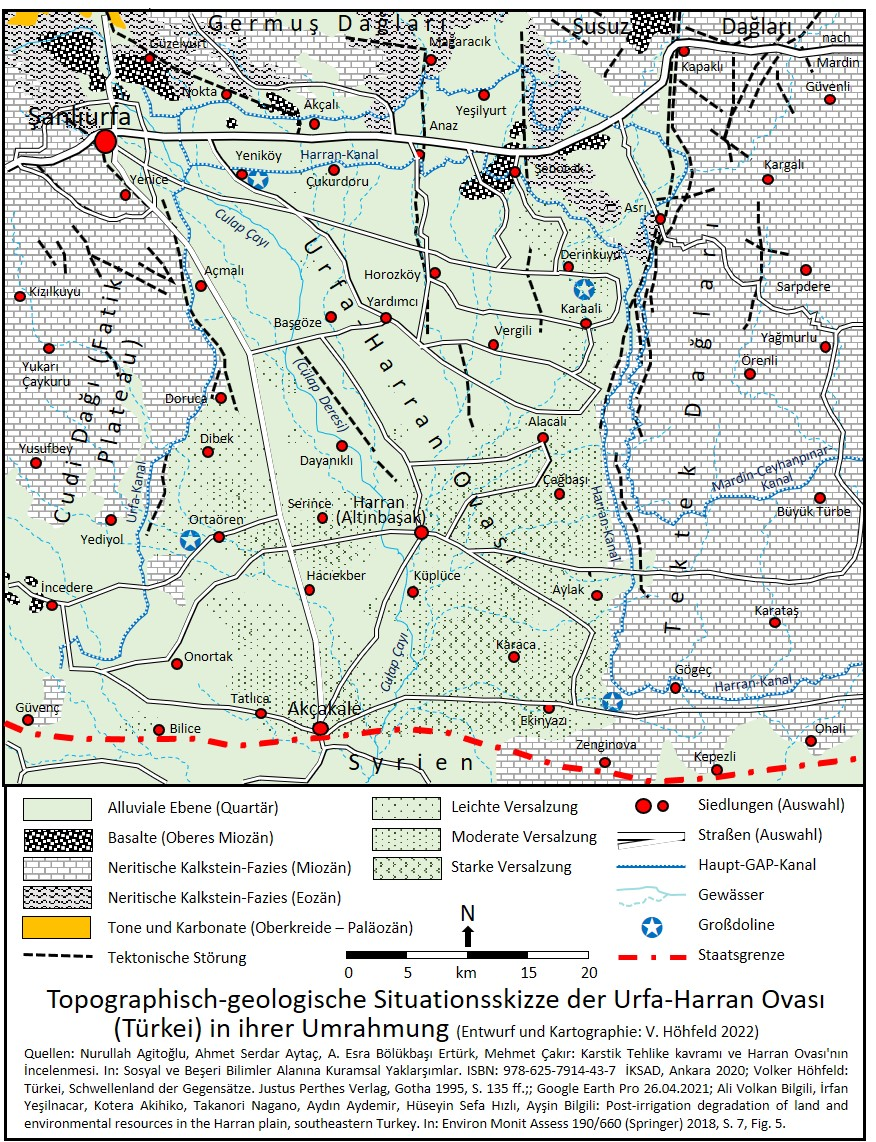
Die Karte zeigt die topographisch-geologische Situation der Urfa-Harran Ovası in ihrer Umrahmung in Südostanatolien.

Die Urfa-Harran Ovası, neben den großen südlichen Küstenebenen (Çukurova, Antalya-Küstenebene) und westlichen Grabenbrüchen (Menderes-Graben, Gediz-Graben) eine der wichtigsten landwirtschaftlichen Flächen der Türkei, bildet die Basis des und ist weitgehend identisch mit dem tektonischen Graben von Akçakale, der sich etwa in Nord-Süd-Richtung südöstlich des Stadtzentrums von Şanlıurfa erstreckt. Zusammen mit den Depressionsgebieten der Suruç- und Ceylanpınar-Ebene ist diese große Senkenlandschaft innerhalb der südostanatolischen Kalkplateaus (Urfa-Bozova-Gaziantep-Plateaus) eine der bedeutendsten Folgen neotektonischer Bewegungen in Südostanatolien. Sie entstand im mittleren Miozän auf der arabischen Platte durch Ost-West-Streckung und Nord-Süd-Kompression nach der Kollision der arabischen mit der anatolischen Platte. Am Fuß der Ebene gibt es viele von Nord nach Süd verlaufende Verwerfungen. Während diese den Graben im Osten und Westen begrenzenden tektonischen Störungen im nördlichen Teil des Grabens deutlich zu erkennen sind, verlieren sie nach Süden hin ihre Steilheit und werden undeutlich. Diese Grabenstruktur wird von Norden her durch das Bozova-Verwerfungssystem (Bozova-, Samsat-, Kalecik-Verwerfungen) begrenzt und hat den Charakter eines expandierenden Beckens. Entsprechend der tektonischen Situation entstanden durch Spaltenvulkanismus basaltische Vulkanite im oberen Miozän rund um die Senke, die vor allem am Nordrand des Grabens und auf der Plateauoberfläche westlich des Grabens auftreten. Die rezente Auflage der weitgehend flachen Ebene wurde nach Einbruch des Akçakale-Grabens durch Ansammlung von Materialien gebildet, die von Gewässern aus den relativ hohen benachbarten Plateaus dort abgelagert wurden, den Tektek Dağları im Osten, Germuş und Susuz Dağlari im Norden und Fatik-Plateaus (Cudi Dağı) im Westen der Ebene.
Die älteste Fazies in der und im Umfeld der Urfa-Harran Ovası besteht aus eozänen Kalken, die unter klastischen Sedimenten (Trümmergesteine) liegen. Die Dicke der Fazies variiert zwischen 200 und 1000 m. Sie besteht aus kreidigen weißlich grau-cremegelb gefärbten, dünn-mittel gebetteten, stellenweise mit Algen und Korallen durchsetzten Kalksteinen sowie aus grau-beige-gelblich-grau gefärbten, reichlich benthisch fossilreichen, mittel-dicken, teilweise sehr dick gebetteten und lokal verhornten knötchenförmigen Mergeln. Die Kalksteine sind porös, stark rissig und für Verkarstung sehr gut geeignet. Darüber liegt eine Fazies miozänen Alters. Die Mächtigkeit der nach Süden hin abnehmenden Einheit variiert von dünn (10 m bei Ceylanpınar an der syrischen Grenze) bis sehr dick (200 m). Es sind unten dolomitische, nach oben hin tonig-kalkige weichere Kalksteine mit Plaques und massivem Aussehen an der Oberfläche. Ihr äußeres Bild erscheint grauweiß, hellgrau und cremefarben, die frische Oberfläche ist weiß-cremefarben, beigefarben, hart und spröde. Durch die lösende Wirkung von Regenwasser haben sich an der Oberfläche Napf- und Rillenkarren sowie rillenförmige Auflösungsformen (Lapias) entwickelt. Die jüngste Formation in dem Gebiet ist eine klastische Einheit aus dem Pliozän-Quartär, die aus Ton, Sand und Kies besteht. Ihre Mächtigkeit nimmt von Norden nach Süden und von der Mitte der Ebene zu ihren Rändern ab. Tatsächlich beträgt sie mehr als 350 m im mittleren und nördlichen Teil, 250 m um die Stadt Harran herum und etwa 150 m an der syrischen Grenze.

## Hydrogeologische Besonderheiten

### Karaali-Thermalquelle
Im Übergangsbereich des Tektek-Plateaus (Tektek Dağları) und der östlichen Urfa-Harran-Ebene wurden 1991 bei Sondierungen für die landwirtschaftliche Bewässerung im Osten des Dorfes Karaali am Ostrand der Ebene heißes und im Westen kaltes Wasser erbohrt. Dies zeigte, dass sich heißes Wasser im Osten des Dorfes Karaali am Rand der Urfa-Harran Ovası zu den Plateaugebieten der Tektek Dağları hin konzentriert. Das von zwei Verwerfungen begrenzte Gebiet zwischen Karaali und den Tektek Dağları ist ein Termalwassergebiet im Akçakale-Graben, der im Osten und Westen von kleinen Gleitstufenverwerfungen begrenzt wird. Damals wurde das Phänomen, dass heißes Wasser austrat, den zuständigen Behörden gemeldet, worauf die Sonderverwaltung der Provinz Şanlıurfa mit geothermischen Studien vor Ort begann, indem sie zunächst 220 Dekar Land enteignete. Später, 1992, wurde von Maden Tetkik ve Arama Genel Müdürlüğü (Generaldirektion für Mineralforschung und -exploration; MTA) in der Region eine Studie zur „Karaali Thermal Spring Hydrogeology“ durchgeführt. 1997 wurde eine geophysikalische Untersuchung zu erneuerbaren Energiequellen (DES: Dağıtılmış Enerji Sistemleri/Distributed Energy Systems) durchgeführt, um die Lage weiterer zukünftiger Bohrlöcher in diesem Gebiet zu bestimmen. 1998 erfolgten dort entsprechende geophysikalische Surveys auf einer Fläche von 12 km². In den späteren Erkundungsstudien stellte man die Existenz dieses Heißwasservorkommens auf einer Fläche von 90.000 Dekar (90 km²) fest: das Geothermalfeld Karaali mit einer Breite von 3 km und einer Länge von 30 km. Dieses Areal ist ein Ergebnis der Tektonik, die während und nach dem Miozän auftrat: Während der Kollision der arabischen Platte mit der anatolischen Platte entwickelte sich infolge der Drucktektonik, die durch die Überschiebung des Bitlis-Massivs im Norden auf die arabische Platte im Süden entstand, eine ausgedehnte Tektonik im Süden Südostanatoliens, wobei die Nord-Süd ausgerichteten Suruç- und Harran-Ebenen gebildet sowie das Grundgebirge in der Tiefe der arabischen Platte beeinflusst wurden: Aufgrund von Druckbewegungen aus dem Süden änderten die in Nord-Süd-Richtung verlaufenden Verwerfungslinien im Norden der Harran Ovası um das Dorf Germuş ihre Richtung auf Bozova im Westen. Daraufhin traten Ost-West verlaufende Blattverschiebungsbrüche im Norden parallel zum Taurus-Zagros-Gebirgsgürtel auf: Die Bozova-, Samsat- bzw. Kalecik-Verwerfungen.
Die Thermalanlage von Karaali Kaplıcaları mit einer Thermalwasserkapazität von 150.000 m³ pro Stunde zeigt eine Temperatur von 41–51 °C bei einer Durchflussrate von 50–60 l/s. Das Thermalwasser wird mittlerweile sowohl für die Karaali-Thermalquelle als auch für den Gewächshausanbau verwendet. Es wird angenommen, dass das heiße Wasser als Ergebnis der Filtration des Niederschlagswassers und der Erwärmung aufgrund des geothermischen Tiefeneffekts gebildet wird. Die Ergebnisse der chemischen Analyse zeigen, dass das Wasser deutlich Calziumcarbonat haltig ist, aber auch NaCl-Werte (Kochsalz) recht hoch sind, wobei das heiße Wasser mit Calcit (Calciumcarbonat CaCO₃) und Dolomit (CaMg(CO3)2) gesättigt ist (wohl aus der sogenannte Fırat-Formation), nicht aber mit Kochsals-Mineralen (NaCl).

### Karakoyun Çayı (Daysan Deresi) und Culap Çayı
Im Sommer ist die Urfa-Harran Ovası in der Regel sehr arm an Fließgewässern, sieht man von den künstlichen Zuflüssen des GAP (Südostanatolien-Projekt) aus dem Atatürk-Stausee am Euphrat einmal ab. Es gibt aber in der Ebene zwei Grundwasser führende Etagen. Näher an der Oberfläche befindet sich der „freie“ Grundwasserleiter in den relativ sandigen und steinigen Teilen der klastischen Sedimente, die die Ebene bedecken. Dieser Aquifer, dessen Wasserkapazität eng mit dem Vorhandensein von sandigen Kieseleinheiten zusammenhängt, die den flachen Boden bilden, ist keine besonders ausgeprägte Wasserquelle, da seitlich eine Kontinuität sandiger Kiese fehlt, die Wasser in den klastischen Einheiten der Ebene lagern können, sowie der hohe Tongehalt der klastischen Einheiten, was negativ auf die Versorgung des Aquifers von der Oberfläche aus wirkt. Andererseits bilden Karstquellen in Kalkgesteinen aus dem Eozän mit vielen Hohlräumen und Rissen ein sehr wichtiges Grundwasserpotential an der Basis des Grabens unter den klastischen Sedimenten. Besonders starke Quellaustritte sind an Schnittpunkten des Grundwasserspiegels mit der Oberfläche an der syrischen Grenze entstanden, was aufgrund starker Wasserführung zur Gründung wichtiger Siedlungen geführt und diesen Siedlungen sogar ihre Namen gegeben hat: Ayn Al'arab (Quelle der Araber) im Süden von Suruç und Rasulayn (Çeşme Başı, frei übersetzt: Quellhaupt) im Süden von Ceylanpınar.

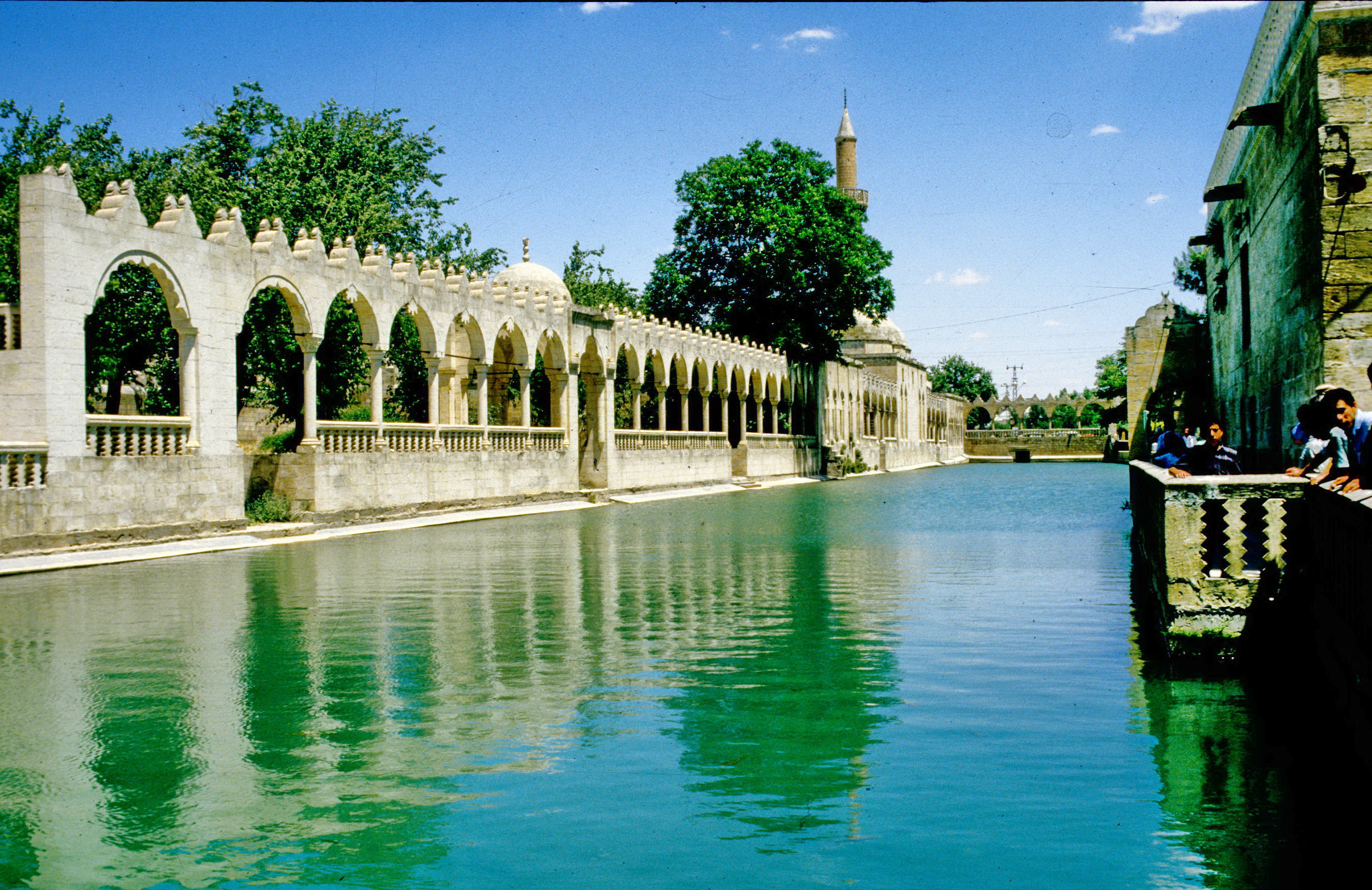
Blick auf den Halil-Ür Rahman Gölü (Balıklı Göl) in Şanlıurfa.

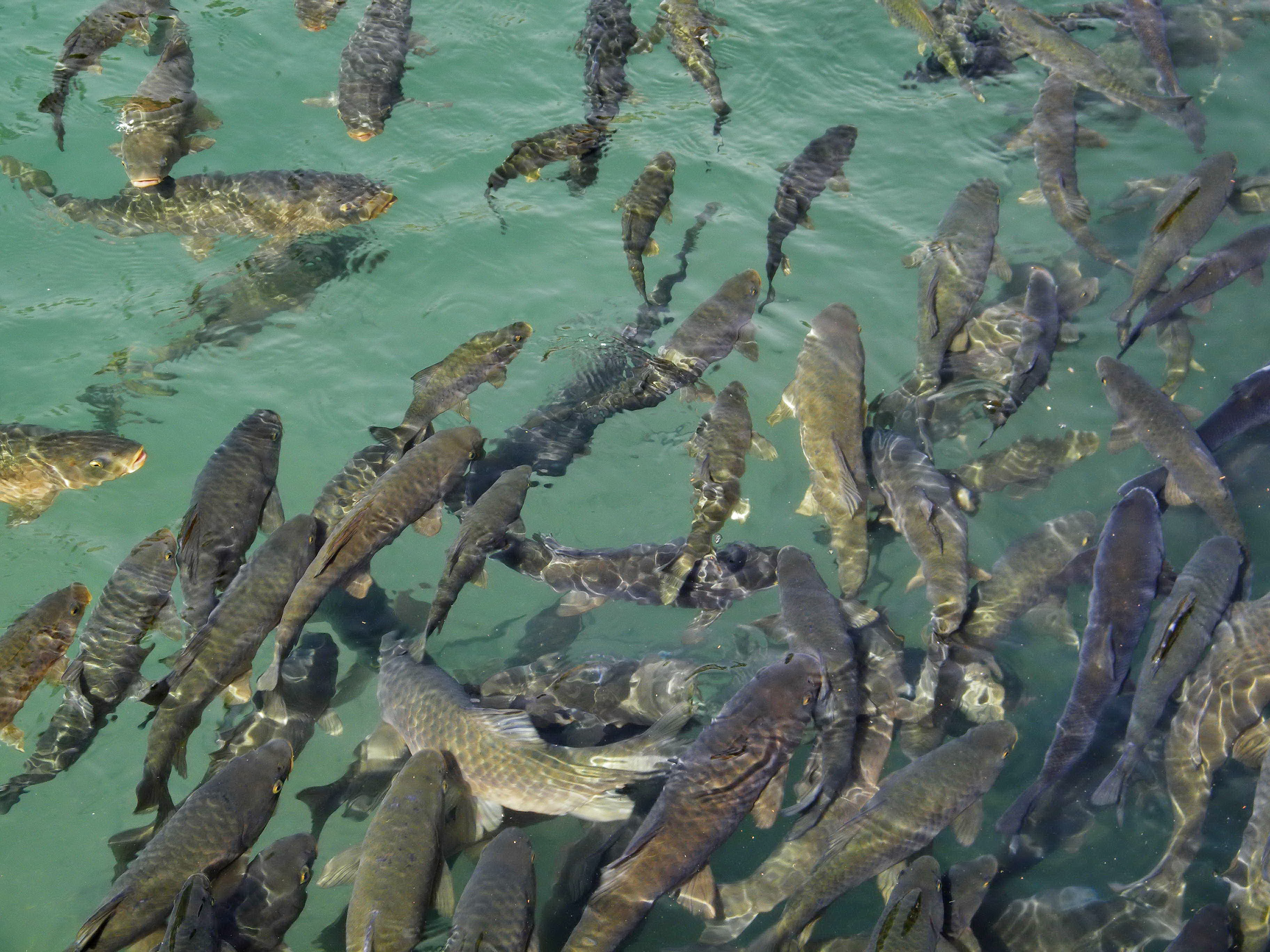
Heilige Karpfen im Balikli Göl (Halil-Ür Rahman Gölü) in Şanlıurfa.

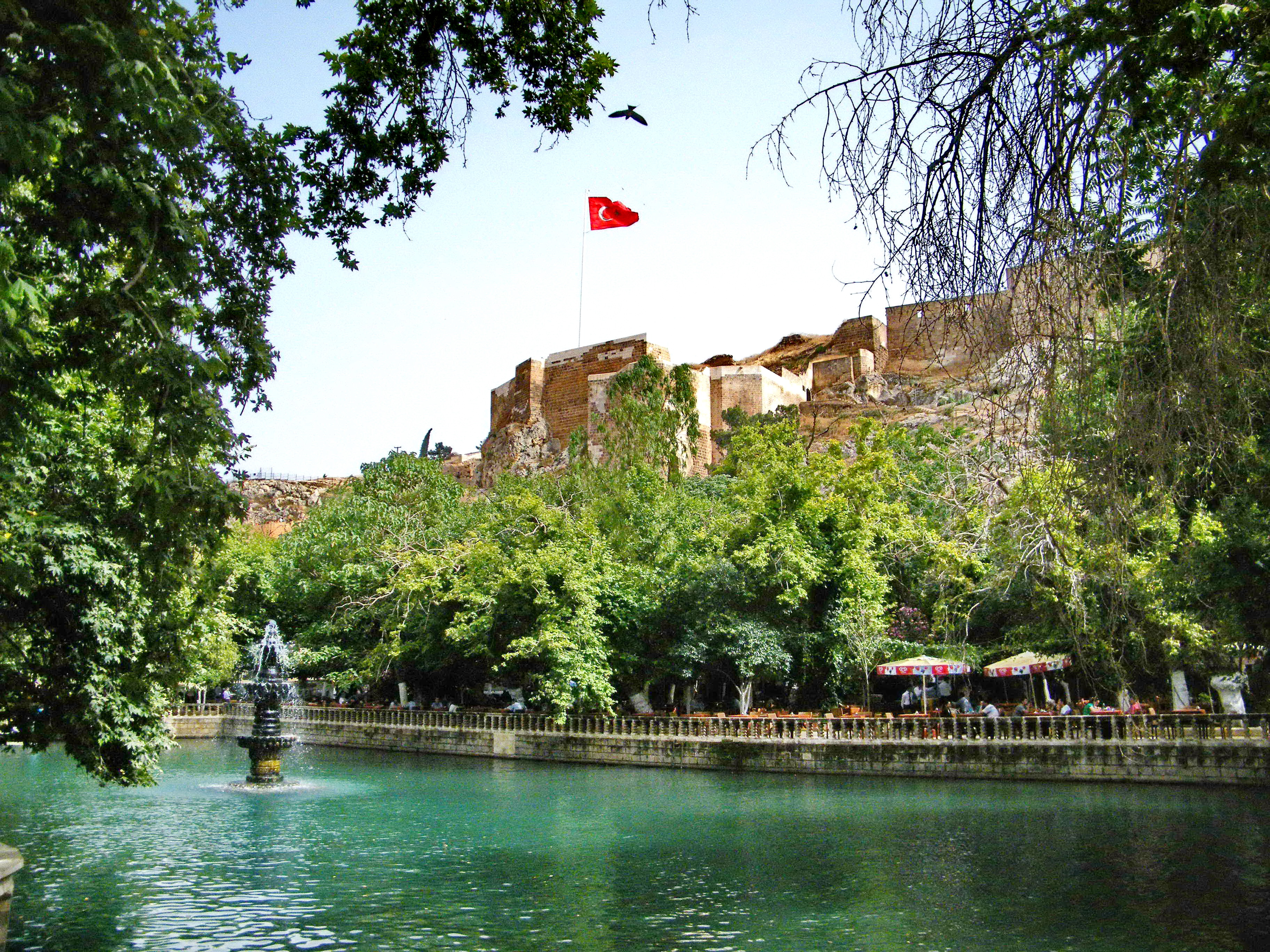
Blick aus dem Ayn Zeliha-Park über den Ayn Zeliha Gölü auf die Zitadelle von Urfa in Şanlıurfa.

Zwischen 2007 und 2010 sowie 2014 und 2018 kam es im Balıklı Göl (Aynzeliha und Halil-Ür Rahman Gölleri), einem „heiligen“ See in Urfa und wichtigstem Tourismuszentrum von Şanlıurfa in der nordwestlichen Ecke der Urfa-Harran-Ebene, zu einem Rückgang des Wasserspiegels, zu Krankheiten und Sterben der im See lebenden Karpfen aufgrund übermäßiger Wasserentnahme. Die Quellen des Balıklı-Sees zusammen mit den Direkli-Quellen zählen zu den wichtigsten Karstquellen am Fuße des breiten Karstplateaus (an einigen Stellen überdeckt von Basalten) im westnordwestlichen Teil der Harran-Ebene und der Stadt Şanlıurfa. Sie entspringen aus eozänen Kalksteinen und den darunterliegenden tonigen Lagen des Paleozäns am Kontakt mit Mergeln, wo Verwerfungen des westlichen Akçakale-Grabens und der Bozova-Verwerfung zusammentreffen. Die Direkli-Quelle wurde über Bohrungen gefasst und eine Zeit lang im Stadtnetz von Şanlıurfa genutzt. Die Quellwasser des Balıklı-Sees, die den Halil-ür Rahman-See und Ayn Zeliha-See speisen, werden nach dem Passieren des Stadtzentrums mit dem Karakoyun Çayı (Daysan Deresi) verbunden. Beide werden von Niederschlägen aus den oben erwähnten Karst-/Basaltplateaus gespeist. Die Wasserstände der Seen werden in Trockenjahren durch Wasserergänzung der Gemeinden aufrechterhalten.
Den Karakoyun Çayı (auch Daysan Deresi), historisch bekannt als Scirtus/Skirtos (Altgriechisch: Σκίρτος), beschreibt Prokopios von Caesarea, ein spätantiker griechischer bzw. frühbyzantinischer Historiker des 6. Jahrhunderts n. Chr., als einen Fluss Mesopotamiens, einen westlichen Nebenfluss des Khabur, der aus 25 Quellen bei Şanlıurfa (Edessa) entspringt und damals an Edessa vorbeifloss. Sein Name, der Hüpfen oder Springen bedeutet (von σκιρτάω), soll von seinem schnellen Verlauf und seinen häufigen Überschwemmungen stammen, Sein heutiger Name Daysan oder Daisan bedeutet dasselbe. Der Fluss hat Edessa mehrfach überflutet. Im Jahr 202, kurz vor der Auflösung des osrhoenischen Reichs zur Zeit Kaiser Septimius Severus, erlebte König Abgar IX. von Osrhoene in Edessa eine große Überschwemmung seiner Residenz. zweitausend Menschen ertranken, viele wurden im Schlaf überrascht. Daraufhin erging ein Gebot Abgars, nicht wieder am Fluss zu bauen. Aufgrund der Notsituation befreite der König die Bewohner der Dörfer und Kastelle auf 5 Jahre von Abgaben. So wuchs bald die Zahl der Einwohner und auch die Schönheit der neuen Stadt durch viele Bauten. Zudem ließ er dem Fluss ein sehr breites Bett geben, da 25 „wilde Ströme“ (Karstquellen) zum Daysan ihren Zulauf hatten. Dergleichen Katastrophen erfolgten in vier weiteren Perioden: unter den Kaisern Severus, Diokletian, Honorius und Justinus, wobei nicht selten sehr heftige Erdbeben vorhergingen oder folgten: Hundert Jahr später (303) unter Kaiser Diokletian kam es zu einer großen Verheerung der östlichen Stadtmauern Edessas durch den Strom, der die Stadt durchbrach, alles mit sich riss, an Menschen und Vieh großen Schaden anrichtete und die ganze Ebene von Edessa und Harran mit Wasser bedeckte. Im Jahr 413 durchbrachen die Wasser des Daysan erneut die Mauern von Edessa, und nach heftigen Erdbeben 499, die bis Emmaus vieles zerstörten, die Erde aufrissen und die Wasser des Euphrat versiegen ließen, wiederholte sich dieselbe große Flut-Katastrophe 525 mit nachfolgenden Erdbeben unter Kaiser Justinus, die der damals sehr blühenden Stadt Edessa ungemeinen Schaden brachten und ein Jahr später am 9. Mai 526 große Teile von Antiochia (Antakya; Antiochia Magna am Orontes) in Ruinen verwandelten. Theophanes Chronographia führt Überschwemmungen von den Jahren 517 und 659 n. Chr. an.
Der Karakoyun Çayı bildet zusammen mit dem Culap Çayı und dem Sırın Çayı unter der Bezeichnung Culap Çayı den einzigen kontinuierlichen Strom innerhalb der Ebene, alle anderen weisen periodische Merkmale auf. Der Culap Çayı wird bei Carl Ritter als Julab bzw. Belikh (Balikli) bzw. Scirtus bzw. „Fluß von Urfa“ oder „Fluß von Haran“ bezeichnet und wie folgt beschrieben: „Das obere Thal dieses Belikh ist nicht blos durch Crassus und Marimianus Niederlagen berühmt (s. Erdkunde Th. X. S. 1123), sondern auch in der Zeit der Kreuzzüge durch die schimpflichste Schlacht, welche die Franken [Kreuzritter] hier im J. 1104 erduldeten, in welcher Balduin, Comes von Edessa und Joscelin, nebst dem Benedictus, Erzbischof von Edessa, in die Gefangenschaft der Saracenen gerieten. Es wird dabei ausdrücklich des Flusses erwähnt, der zwischen Edessa [Urfa] und Haran fließt, und der Ländereien beider Städte, die durch ihn geschieden, aber in fruchtbare Felder durch seine Bewässerung in jener Zeit verwandelt waren. Balduin zerstörte absichtlich durch wiederholte Ueberfälle dieses Culturthal, um die Bewohner der Stadt Haran ihrer Lebensmittel zu berauben, weil er sie dadurch bei der Belagerung, die das vereinigte Frankenheer gegen sie unternahm, desto eher durch Hungersnoth zur Uebergabe zu zwingen hoffte, was auch gelang; worauf aber beiden darnach erfolgten Streitigkeiten unter den Heerführern Entsatz von den Saracenen herbeikam, welche die Franken vollständig auf das Haupt schlugen. Von Haran zieht dieser vereinigte Strom noch an 16 geogr. M. weiter südwärts zum Euphrat.“ Der Karakoyun-Strom, der die historischen Teile der Stadt Şanlıurfa vor dem Bau des Justinian-Staudamms im Westen und dann mit dem Bau des Staudamms (525 n. Chr.) im Norden und Nordosten umfloss, ist in seiner Funktion als das wichtigstes Fließgewässer der Stadt und der Ebene im Laufe der Geschichte erhalten geblieben und fließt heute im Süden durch die Stadt, vermischt sich dort mit den Seen Halilürrahman und Ayn Zeliha, passiert Harran im Westen und mündet in Syrien mit einem größeren Delta bei ar-Raqqa in den Euphrat.
Bei einer vom türkischen Staatswasserbauamt DSİ im Jahr 2009 durchgeführten Untersuchung stellte sich heraus, dass die oben genannten betroffenen Seen und ihre Zuflüsse einer Verschmutzung durch Abwässer, durch lebende Mikroorganismen sowie einer erhöhten Ammoniakkonzentration ausgesetzt waren, weil im betreffenden Zeitraum zwischen 2007 und 2010 der benachbarte Industriestandort Evren und das organisierte Industriegebiet Şanlıurfas eine bedeutende Entwicklung durchgemacht hatten. Zusätzlich zu den Brunnen, die dort gebohrt wurden, wirkten sich illegale Brunnen in den Dörfern und Nebensiedlungen im Einzugsbereich der Quellen auf die Verringerung ihrer Schüttung aus. 2009 war die Durchflussmenge im Balıklı-See von normalerweise 99 l/s auf 70 l/s zurückgegangen. Zudem wurde im Jahr 2018 aufgrund von Problemen im städtischen Regenabflussnetz und der Landschaftsgestaltung des Erholungsgebiets Urfa Kalesi und Balıklı Göl das Wasser verunreinigt, ein Risiko-Problem, das nicht endgültig behoben werden konnte.

## Klimatische Aspekte
Südost-Anatolien steht, wie große Teile der Türkei, unter dem Einfluss polarer Luftmassen im Winter und tropischer Luftmassen im Sommer. Das Klima der Urfa-Harran Ovası kann nach verschiedenen Formeln als „semi-arid“ bezeichnet werden. Tatsächlich hat das Gebiet ein halbtrockenes Klima nach den Formeln von Emmanuel de Martonne und Sırrı Erinç und weist nach Charles Warren Thornthwaite halbtrockene Klima-Charakteristika auf mit gemäßigter Temperatur und überschüssigem Wasser im Winter und ist gemäßigt an der Grenze zwischen kontinental und maritim. Laut Angaben der Klimastation Şanlıurfa fällt die Durchschnittstemperatur in keinem Monat des Jahres auf 0 °C. Während diese im Januar, dem kältesten Monat, 5,2 ˚C beträgt, liegt der Temperaturanstieg im Februar bereits auf monatlich 6,7 ˚C. Die Temperatur übersteigt 20 ˚C ab Mai, und nachdem sie im Juli den Höchstgrad erreicht hat, beginnt sie ab August zu sinken. Die Durchschnittstemperatur im September ist immer noch hoch, so dass sich die Sommersaison weiter fortsetzt. Die hohen Temperaturen, die bis Mitte September anhalten, nehmen dann im Oktober merklich ab, aber da dieser Rückgang nicht schnell geschieht, bleibt die monatliche Durchschnittstemperatur bis Ende Oktober über 18 ˚C.
Tage, an denen die durchschnittliche Tagestemperatur zwischen +20˚C und +25˚C bleibt, werden Sommertage genannt. Die Sommertage beginnen im März und umfassen die Zeit bis Ende September. Dementsprechend deckt die jährliche Anzahl der Sommertage mit 176,6 Tagen einen Zeitraum von ca. 6 Monaten ab. Die Tage, an denen die Tagesdurchschnittstemperatur +25 und mehr beträgt, werden als Tropentage bezeichnet. Diese dementsprechenden Tropentage beginnen mit 1,2 Tagen im April und dauern bis Oktober mit 7,6 Tropentagen. Alle Tage im Juli und August sind Tropentage. Im Juni und September gibt es jeweils mehr als 26 Tropentage. Die eigentliche Winterzeit ist die Zeit, in der die Temperatur unter +5 ˚C sinkt. Echte Wintertage gibt es in der Wintersaison mit 0,2 Tagen nur im Januar und 0,1 Tagen im Februar. In der Wintersaison, wenn sich der Hochdruck Sibiriens über Ostanatolien ausdehnt und auch Südostanatolien erfasst, sinkt das Thermometer vielerorts dort auf −10 ˚C. Der Grund, warum die Temperatur im Januar in der Urfa-Harran Ovası manchmal doch noch um die 20 ˚C liegt, sind die kontinentalen heißen Luftmassen, die von Südosten in die Region Şanlıurfa eindringen. Von Juni bis August steigt die Temperatur tagsüber oft über 40˚C. Die höchste Temperatur betrug 1962 46,5 ˚C und die niedrigste Temperatur lag 1932 bei −12,4 ˚C.
Durch den Rückzug des Polarfrontgürtels im Sommer in die nördlichen Breiten und die Ausbreitung des Azorenhochs über Europa geraten das Mittelmeerbecken und die Türkei in den Einflussbereich tropischer Luftmassen, so dass in den Sommermonaten fast keine Niederschläge fallen. Somit sind auch die Niederschlagswerte in der Urfa-Harran Ovası in den Sommermonaten nahezu vernachlässigbar (Jahres-Gesamtniederschlag in Akçakale: 287,0 mm, also unterhalb der agronomischen Trockengrenze von 300 mm Jahresniederschlag). Effektiv gibt es im August dort keinen Regen. Der Luftdruck steigt in den Monaten mit sommerlicher Temperaturerhöhung (Mai–Oktober) über den Mittelwert (12,5 hPa) an und fällt in den kälteren Monaten ab. Andererseits weist der durchschnittliche Luftdruck in keinem Monat wirkliche Hochdruckeigenschaften auf, da die Region das ganze Jahr über ständig unter dem Einfluss der „Basra Zyklone“ steht. Dieses Tiefdruckgebiet entsteht über dem Persischen Golf bzw. der Arabischen Halbinsel, verlagert sich während der Sommersaison nach Norden und entfaltet dort seine volle Wirkung, wenn die Luft beginnt, sich zu erwärmen. Dementsprechend zeigen die mittleren Jahresdruckwerte des Gebiets Tiefdruckcharakteristika. Abhängig von diesem Unterdruck tritt der dem Samum ähnliche „Samyeli“ auf. Dieser heiße Wüstenwind beeinflusst das ganze Jahr über ständig die Region Südostanatolien. Er ist besonders im Sommer sehr effektiv. Dies wirkt sich auch auf die Verdunstung aus, und die Sommertemperaturen erreichen ein tropisches Tagesniveau, die Niederschlagswerte sind dann fast nicht vorhanden, Verdunstung und Dampfdruck sind hoch (Schwüle), und die Region steht unter dem Einfluss der Dürre.
Im Winter dagegen wirken maritime polare Luftmassen vom Atlantik und kontinentale polare Luftmassen aus Sibirien auf die Türkei. West-Ost-wandernde Tiefdruckgebiete entstehen, wenn diese kalten Luftmassen aus Richtung Mittelmeer und terrestrische und marine tropische Luftmassen von Süden aufeinandertreffen. Dann hinterlassen die aus der östlichen Mittelmeerregion eindringenden Luftmassen zeitweise reichlich Niederschlag in Gebieten Südostanatoliens. Der höchste monatliche Gesamtniederschlag wird im Januar mit 46,8 mm verzeichnet, gefolgt von März mit 45,4 mm und Dezember mit 44,6 mm. Die Niederschlagsverteilung über die Jahreszeiten zeigt, dass im Sommer (Juni–August) fast kein Regen fällt (11,4 mm; 4,0 %). Die höchsten jahreszeitlichen Niederschlagswerte liegen mit 131,8 mm (45,9 %) in der Wintersaison (Dezember–Februar). Der Frühling mit 87,9 mm (30,6 %) und der Herbst mit 55,9 mm (19,5 %) liegen im mittleren Bereich. Die relative Luftfeuchtigkeit liegt im Zeitraum November–April über dem Durchschnittswert von 58 % (64–75 %). Im Zeitraum Mai–Oktober liegt sie unter dem Durchschnittswert (43–55 %). In den Monaten, in denen die Temperaturen zu steigen beginnen, nimmt die relative Luftfeuchtigkeit ab, ist also in den wärmeren Monaten entsprechend niedrig (Juli: 43 %). Weniger Feuchtigkeit in heißen Monaten erhöht die Verdunstung aus dem Boden, was die Versalzung durch Kapillaraufstieg erhöht. Gleichzeitig macht Wasserknappheit künstliche Bewässerung landwirtschaftlicher Flächen in heißen Monaten nach Bedarf notwendig, um einen übermäßigen Salzanreicherung zu verhindern. Agrarflächen werden deshalb ungerne leer gelassen, um eine Verdunstung zu verhindern.

## Folgen des GAP-Bewässerungsprojekts

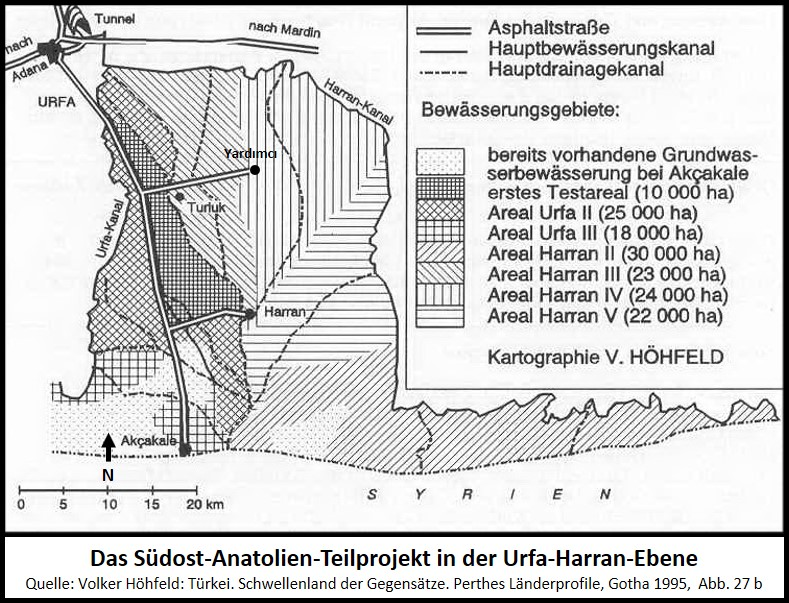
Die Kartenskizze zeigt die Anfang der 1990er Jahre im Rahmen des GAP (Südost-Anatolien Projekt) ausgewiesenen Bewässerungs-Teilgebiete mit den Haupt-Bewässerungs- bzw. -Entwässerungs-Kanälen innerhalb der Urfa-Harran Ovası.

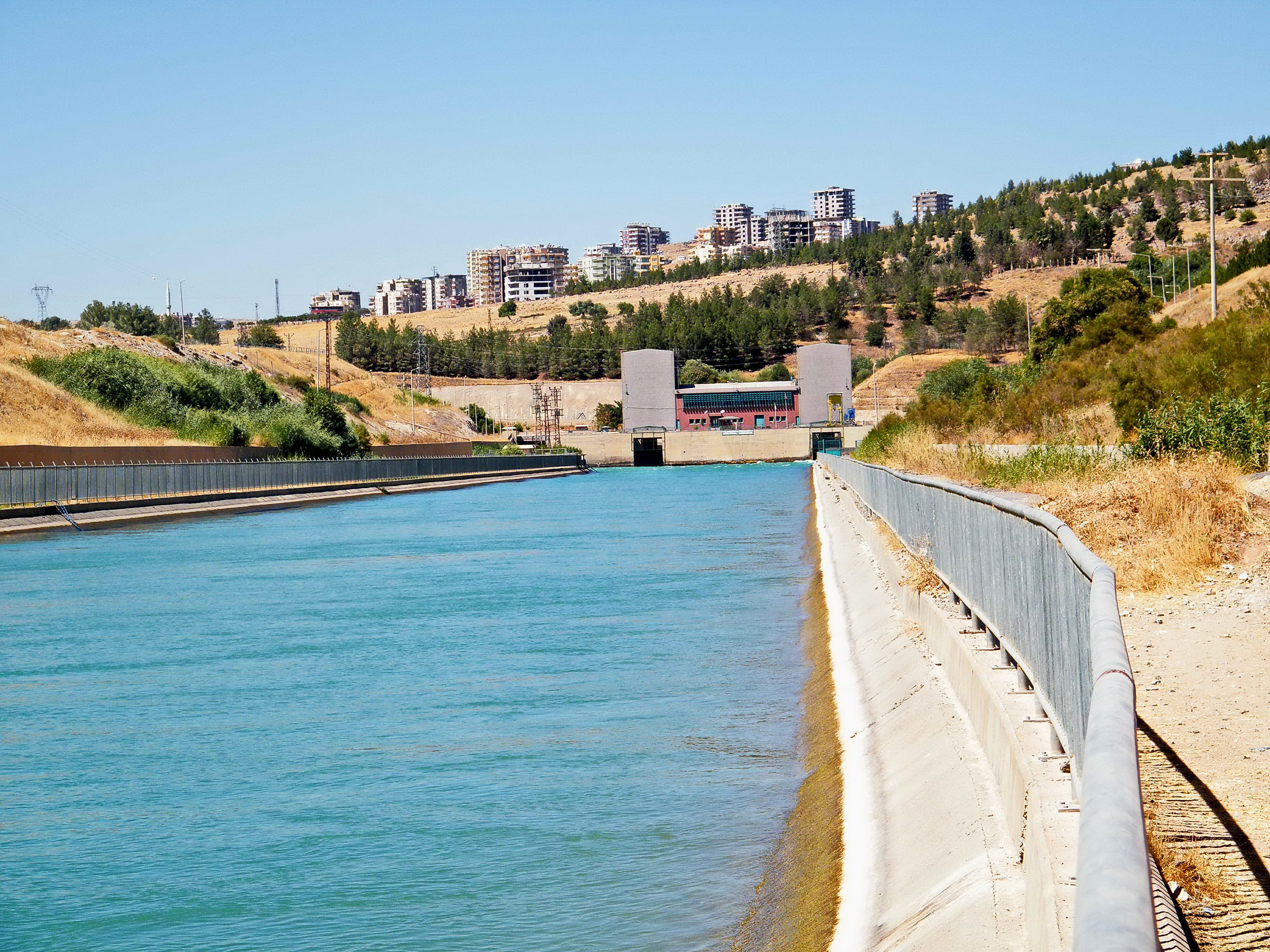
Südausgang des Urfa Tunnels des Südost-Anatolien-Projektes (GAP) in Şanlıurfa.

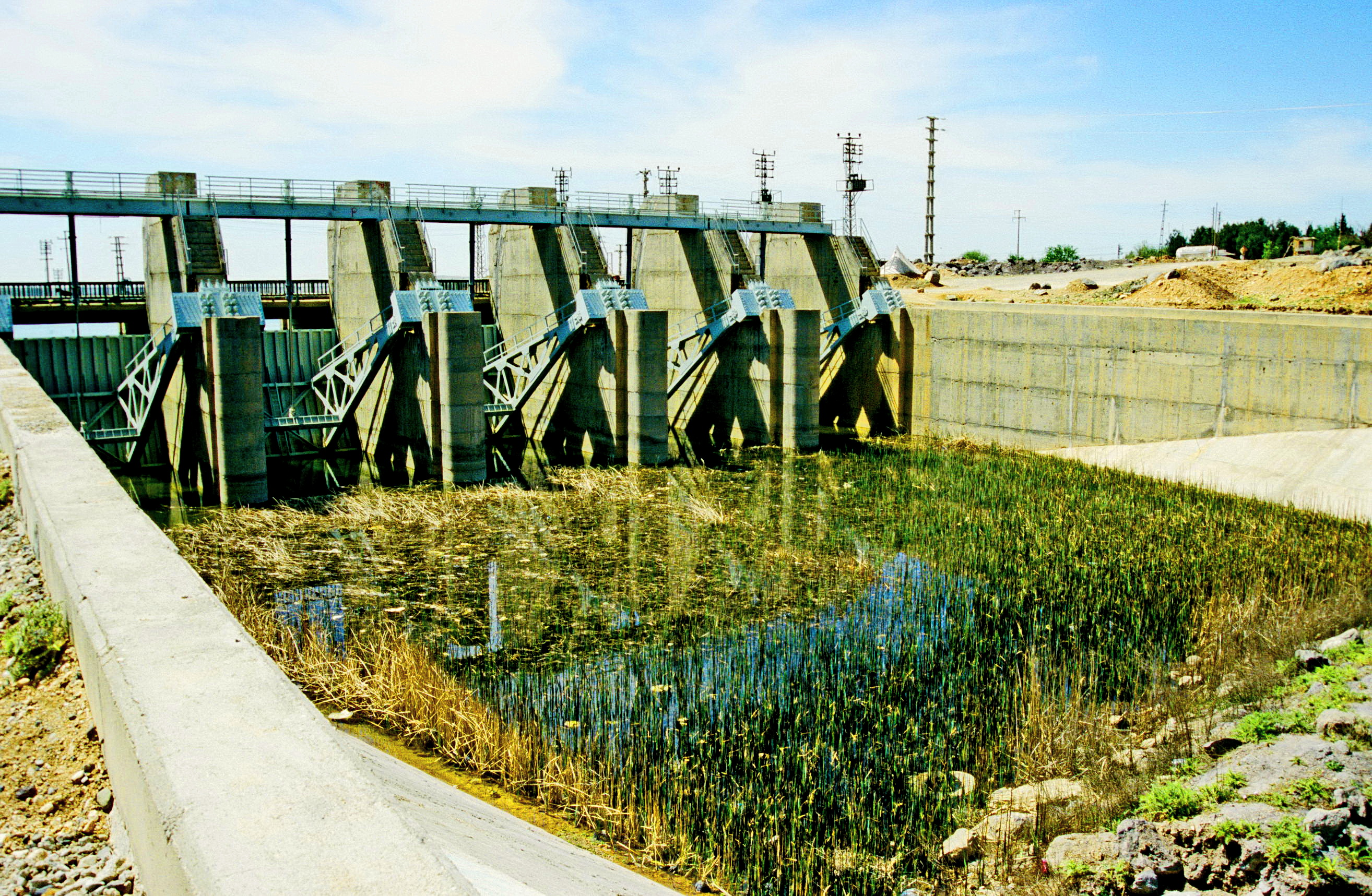
Oberer Bewässerungs-Hauptverteiler des Südost-Anatolien-Projektes (GAP) in Şanlıurfa.

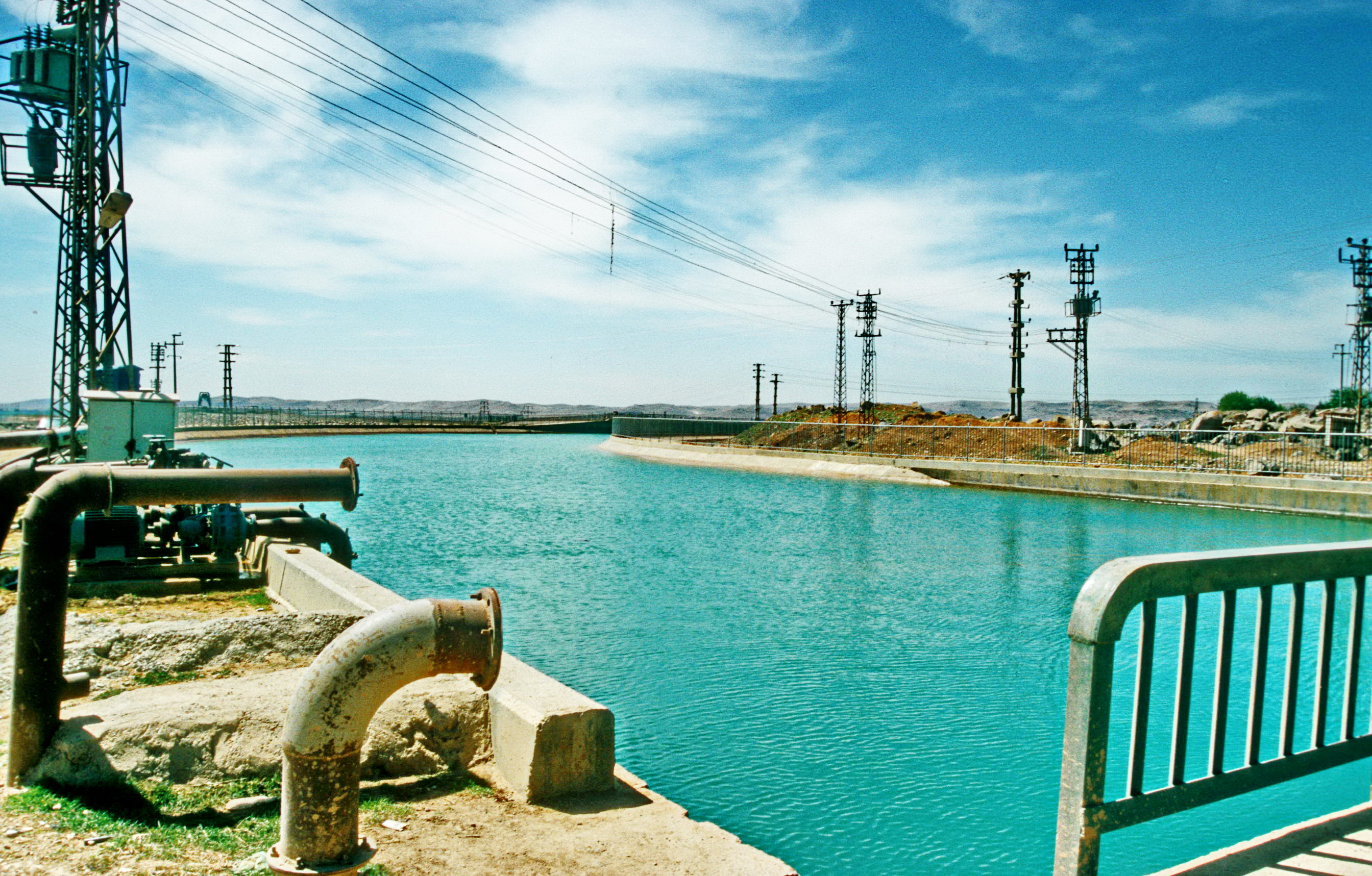
Urfa-Kanal, Hauptbewässerungskanal des Südost-Anatolien-Projektes (GAP) auf der Westseite der Urfa-Harran Ovası bei Şanlıurfa.

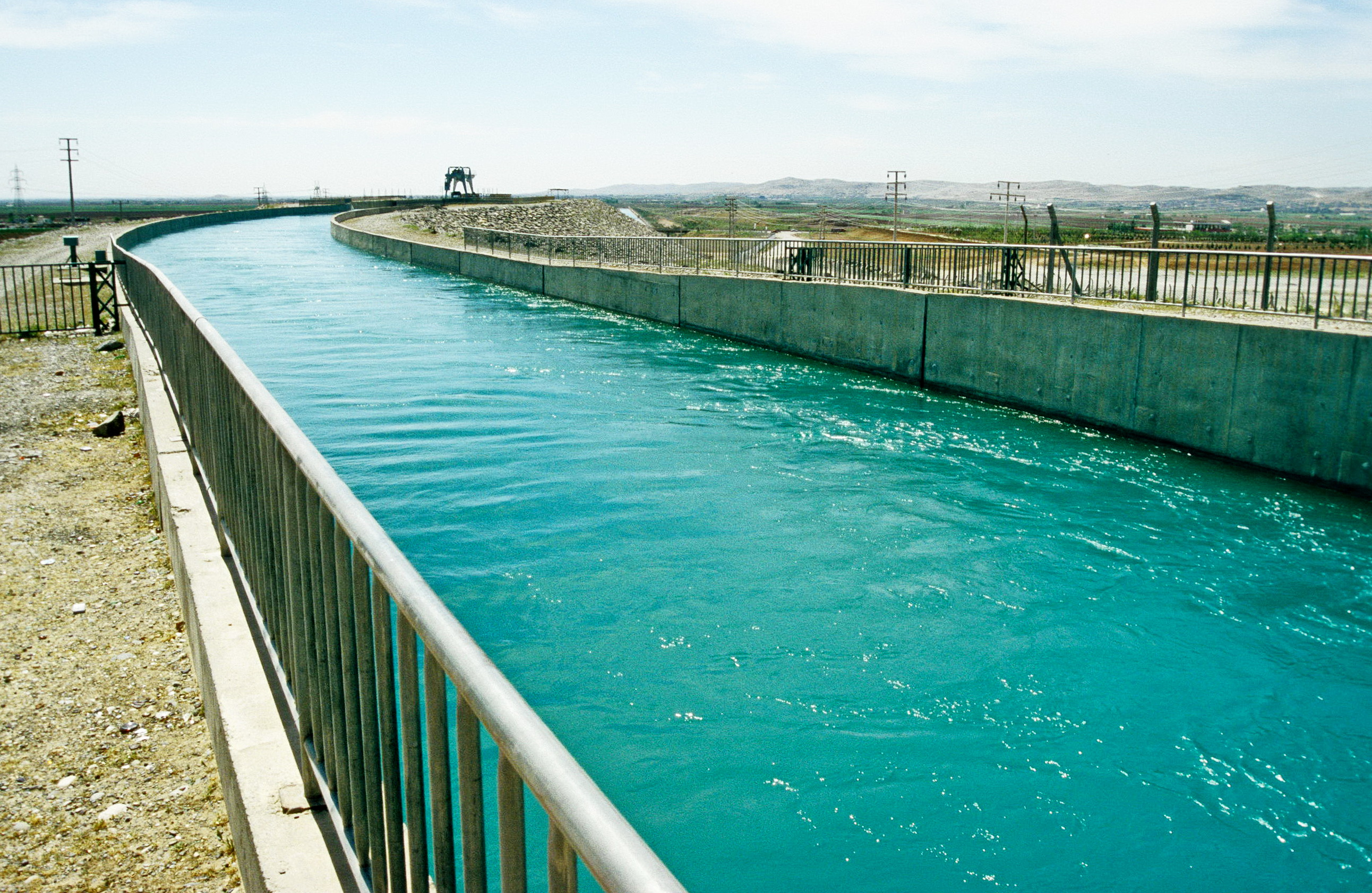
Harran-Kanal, Hauptbewässerungskanal des Südost-Anatolien-Projektes (GAP) auf der Ostseite der Urfa-Harran Ovası.

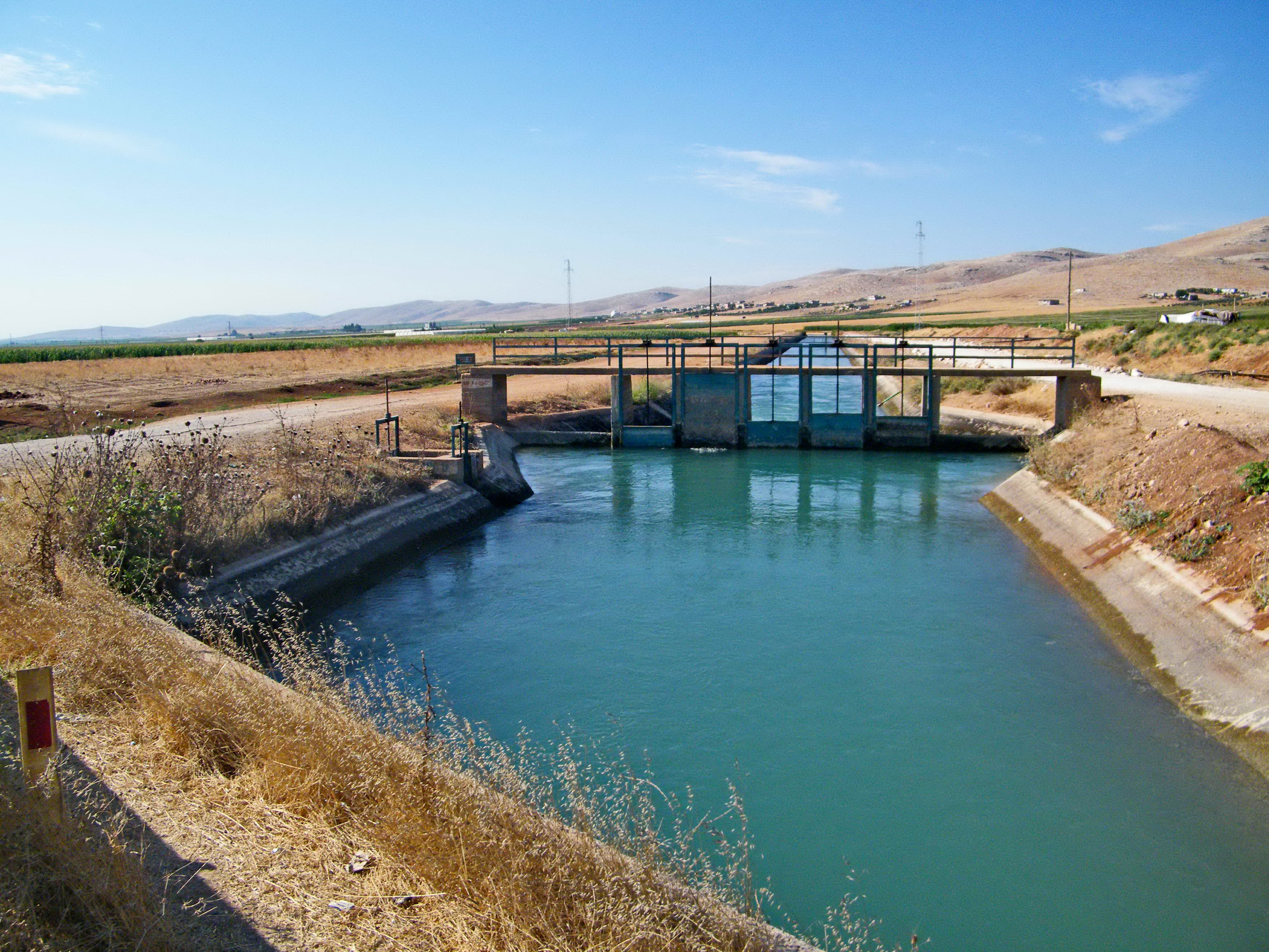
Bewässerungskanal 2. Ordnung in der Urfa-Harran Ovası zwischen Şanlıurfa und Altınbaşak.

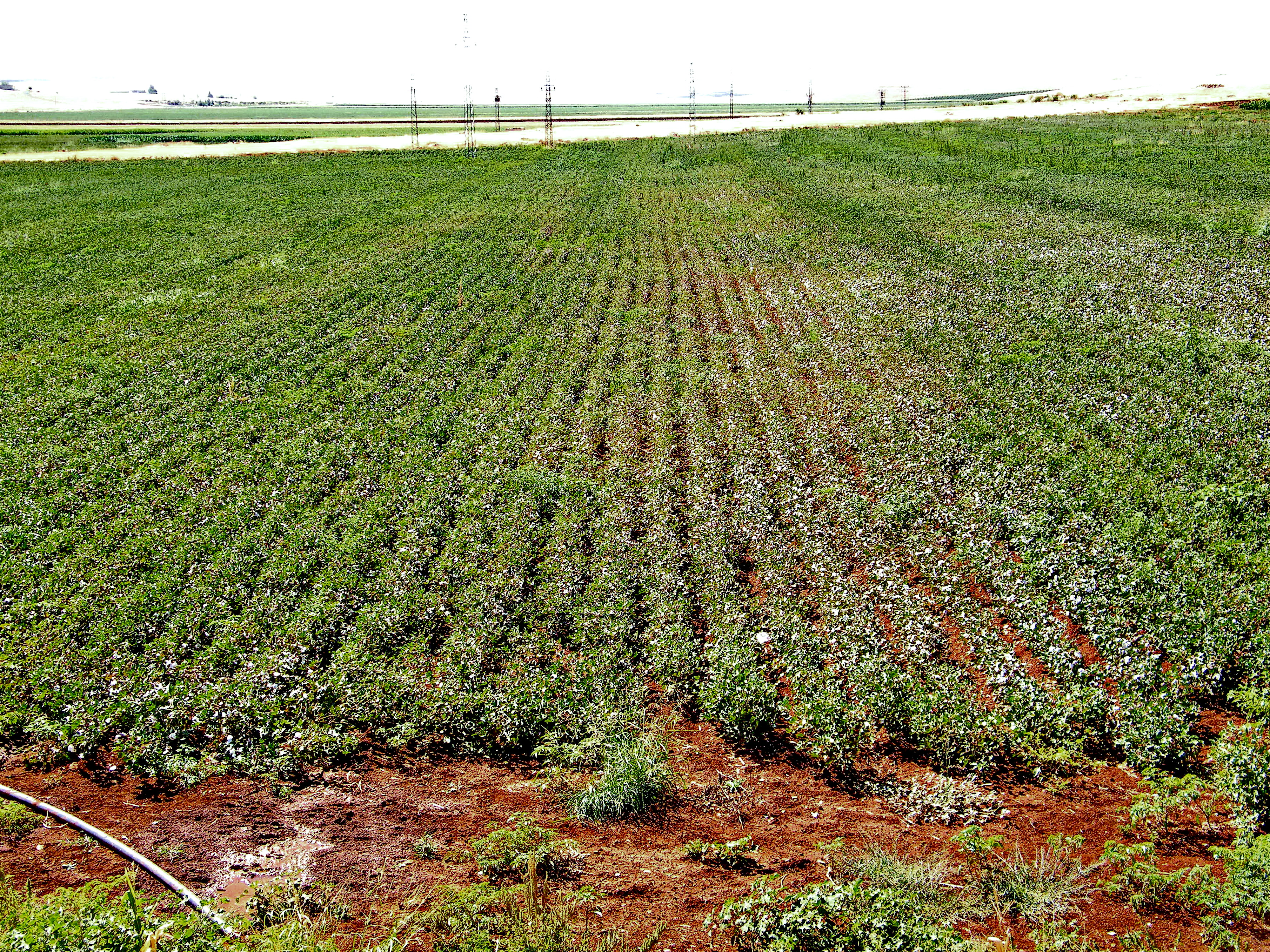
Saftig grüne Erdnusskulturen charakterisieren im September seit der Einführung der GAP-Bewässerung Teile der Urfa-Harran Ovası.

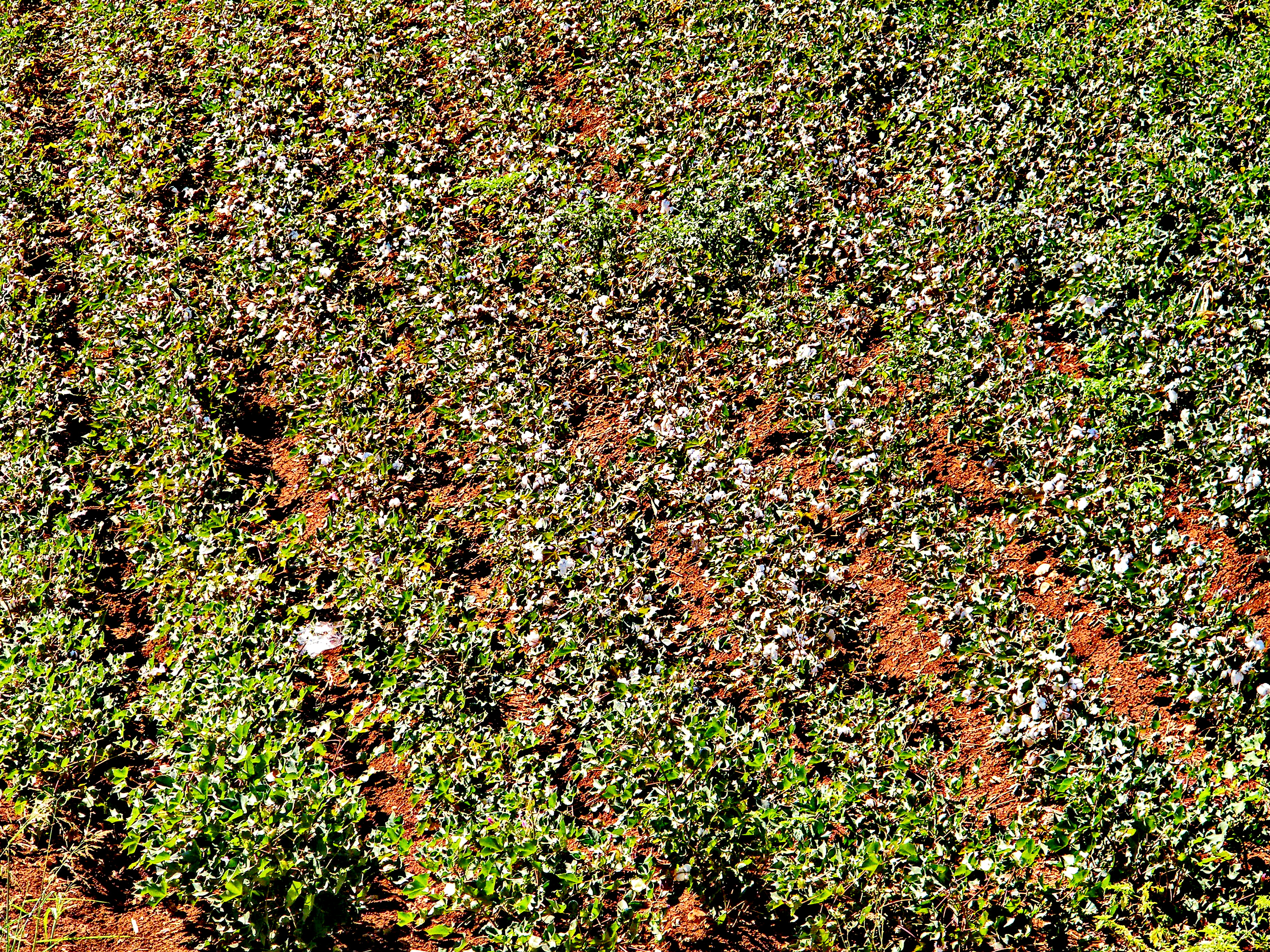
Ausschnitt eines Erdnussfeldes in der Urfa-Harran Ovası bei Harran.

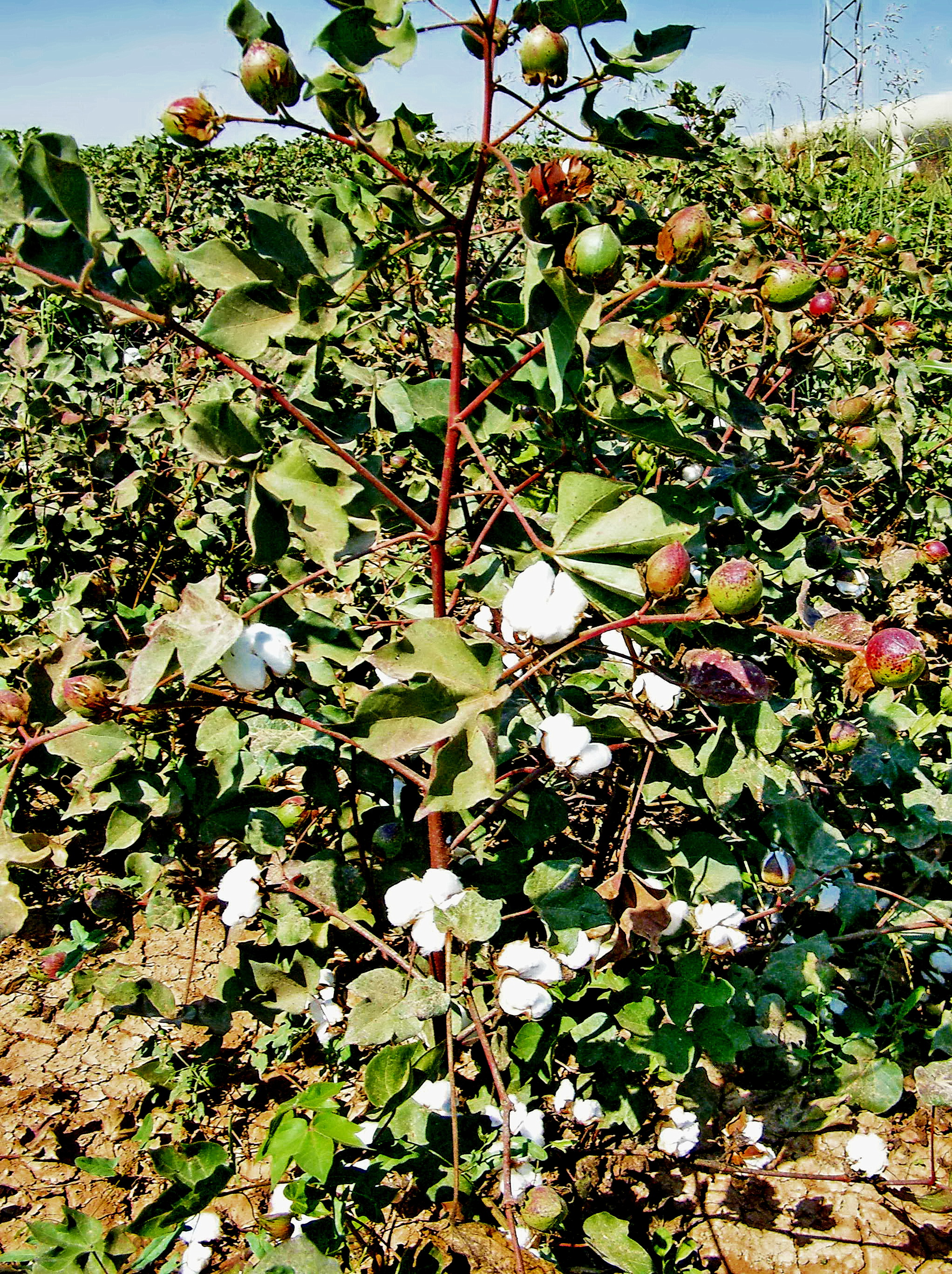
Kräftige Baumwollpflanze mit geschlossenen und offenen Fruchtkapseln auf einem bewässerten Feld in der Urfa-Harran Ovası.

Mit der Überleitung von Euphratwasser aus dem Atatürk-Stausee (Atatürk Barajı) durch die Şanlıurfa-Tunnel wurde die Urfa-Harran-Ebene 1995 im Rahmen des GAP-Projekts für die Bewässerung geöffnet. Mit Beginn der Bewässerungslandwirtschaft wurden landwirtschaftliche Produktion und Produktivität in der Ebene erhöht. Die Urfa-Harran Ovası ist das größte Bewässerungsgebiet des Südost-Anatolien-Projektes GAP (Güneydoğu Anadolu Projesi) mit (2007) rund 1415 km² Bewässerungs-Fläche auf 1700 km² Land und 3700 km² Entwässerungs-Fläche, sowie die Region mit den größten unterirdischen Wasserreserven in Südostanatolien und im Nahen Osten. Die Bewässerung erfolgt durch Wasser, das durch zwei 26,4 km lange Tunnelröhren vom Atatürk-Stausee am Euphrat in die Ebene transportiert und dort über offene Kanäle und Nebenkanäle innerhalb der Ebene verteilt wird. Die Verteilung des Bewässerungswassers dort erfolgt über zwei Hauptkanäle, den Urfa-Kanal im Westen und den Harran-Kanal im Osten der Ebene sowie Kanäle 2. Ordnung, und wird von 22 Bewässerungsverbänden verwaltet, die von in der Ebene gelegenen Grundwasser-Einzugsgebieten begrenzt werden. Die Bewässerung wird derzeit mit klassischer Flutungsbewässerung (70 %) praktiziert. Moderne Bewässerungsmethoden (Drucksysteme) machen die restlichen 30 % aus. Da überwiegend Flutungs-Bewässerungstechniken eingesetzt wurden, war die Bewässerungseffizienz mit einer durchschnittlichen Effizienz von 45 % weniger als in den westlichen Gebieten (60–70 %) und damit eher gering. Durch die Bewässerung kam es dennoch gegenüber der früheren Landnutzung zu erheblichen Änderungen. Sie führte in Verbindung mit der zunehmenden Technisierung zu einer Ausweitung der Ackerflächen und Veränderungen in der Pflanzengestaltung. Infolgedessen gab es eine Steigerung der Pflanzenproduktion und des Wohlstandes der produzierenden Bauern in der Ebene. Die Rate der bewässerbaren Flächen stieg um etwa 60 %. Im Jahr 1984, vor der Installation der großflächigen Bewässerung, hatte die gesamte bewässerte Fläche 151,2 km² betragen. Sie stieg bis 1992 auf 584 km² und bis 2011 auf 1845 km². Infrastrukturentwicklungen, wie Flurbereinigung, Bewässerung sowie Straßen und Wirtschaftswege, spielten bei diesem Anstieg eine wichtige Rolle. Umgekehrt verstärkte die Zunahme der Baumwollanbaugebiete auch Probleme wie die Verschlechterung der Bodenqualität und Bodenerosion. Laut DSI gingen täglich durchschnittlich 670 Tonnen Bodensedimente durch Abflüsse und Drainagewasser verloren. Gleichzeitig stieg der jährliche Wasserverbrauch von etwa 250 auf über 1500 hm³ (Kubikhektometer). Mit der GAP-Bewässerung wurde Baumwolle in der Ebene die am häufigsten angebaute Kultur: Um den Bedarf der Textilindustrie an Rohstoffen zu decken, wurden Landwirten Subventionen zur Förderung der Baumwollproduktion gewährt. Dadurch wurde Şanlıurfa innerhalb der GAP-Region zum größten Baumwollproduzenten. Laut Statistik von 2013 stammten etwa 45 % der im Land produzierten Baumwolle aus Şanlıurfa. Es folgte statistisch der Weizen-Mais-Anbau. Das Spektrum umfasste auch Pflanzen wie Erdnuss, Sojabohnen und Sesam, die vor der Bewässerung nicht angebaut worden waren.

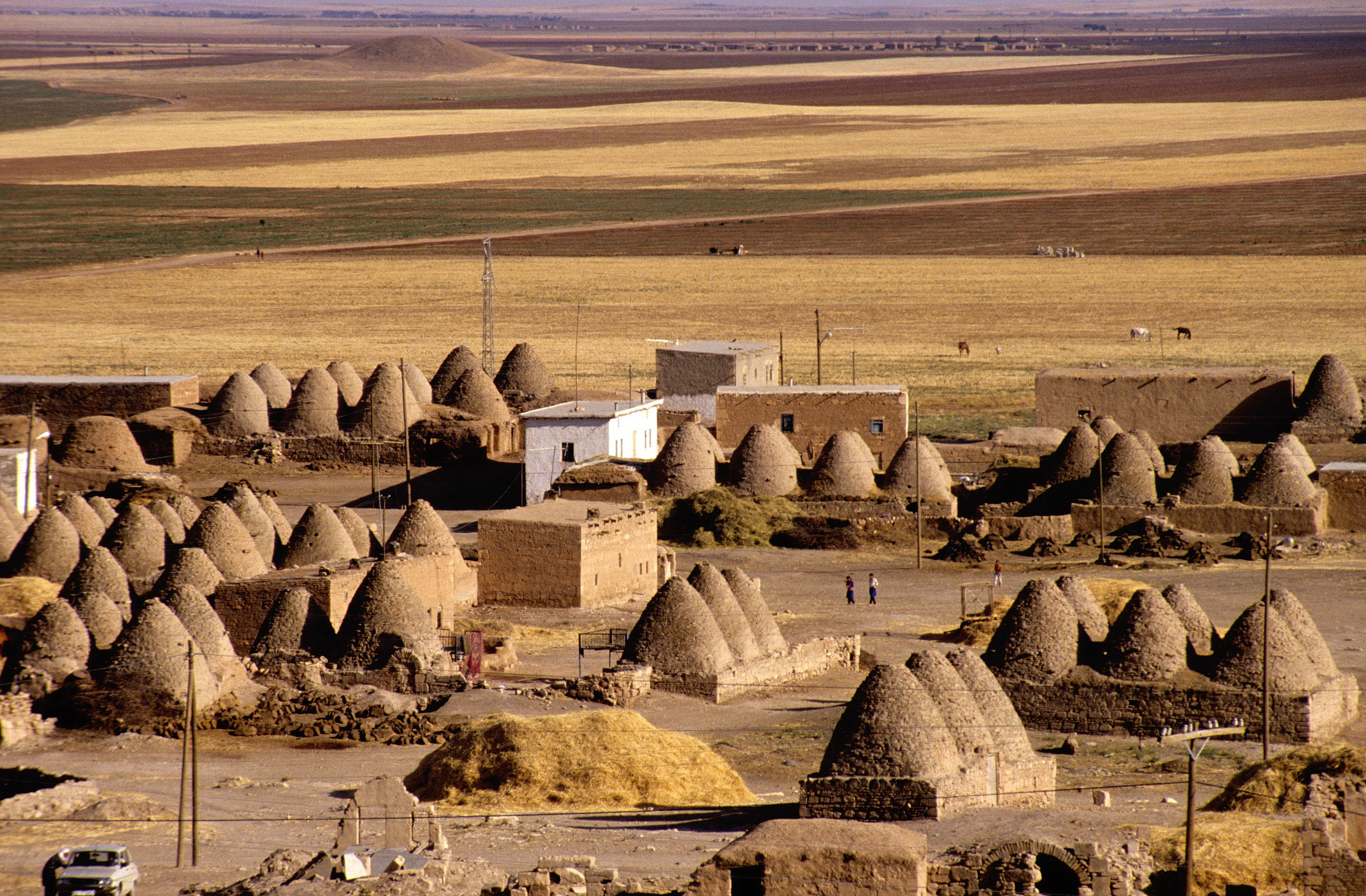
Das Bild zeigt trockene gelb-braune abgeerntete Getreidefelder in der Urfa-Harran Ovası bei Harran vor der GAP-Bewässerung im September 1989.

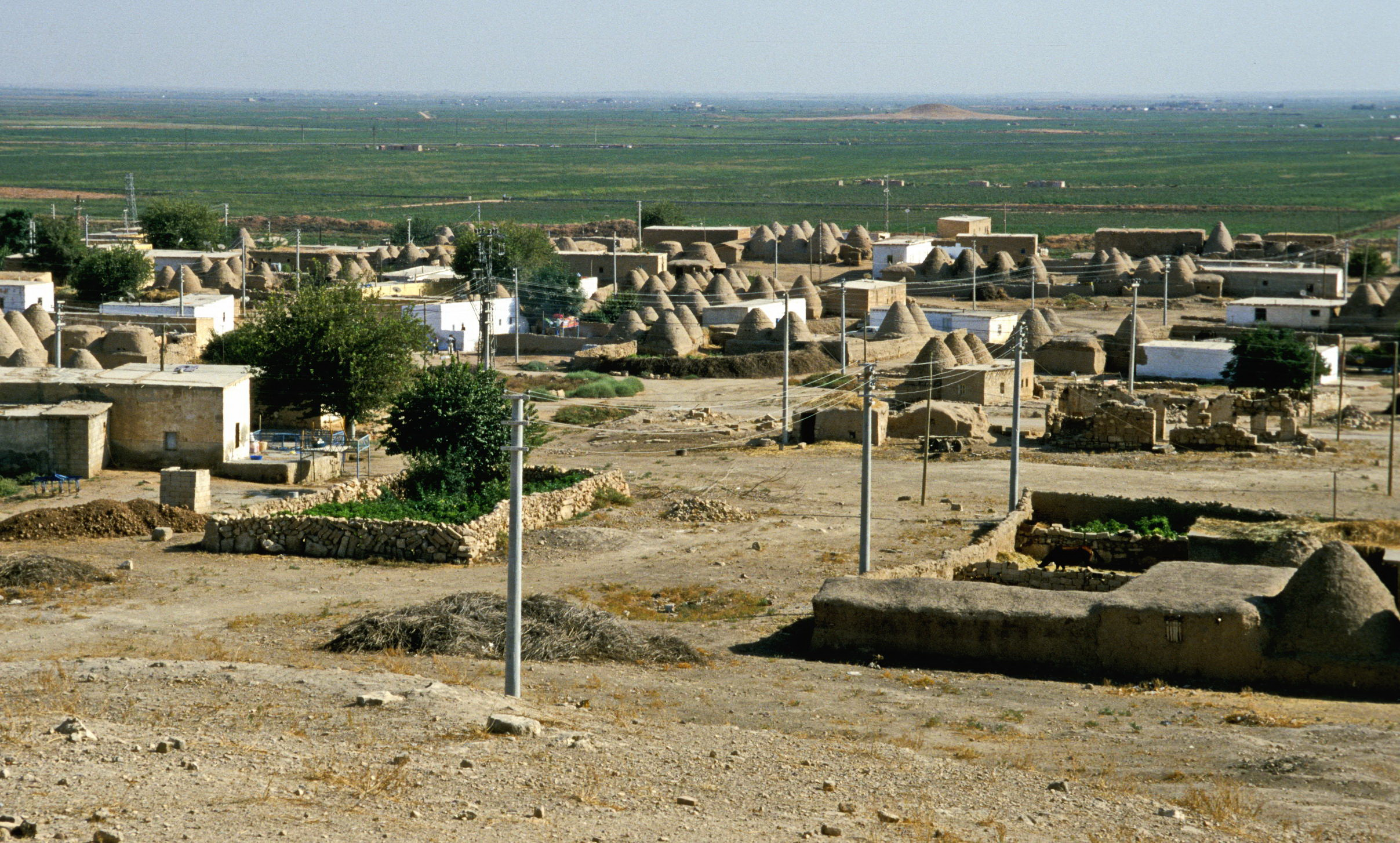
Das Bild zeigt die saftig grüne bewässerte Feldflur in der Urfa-Harran Ovası bei Harran unter der GAP-Bewässerung im August 2001.

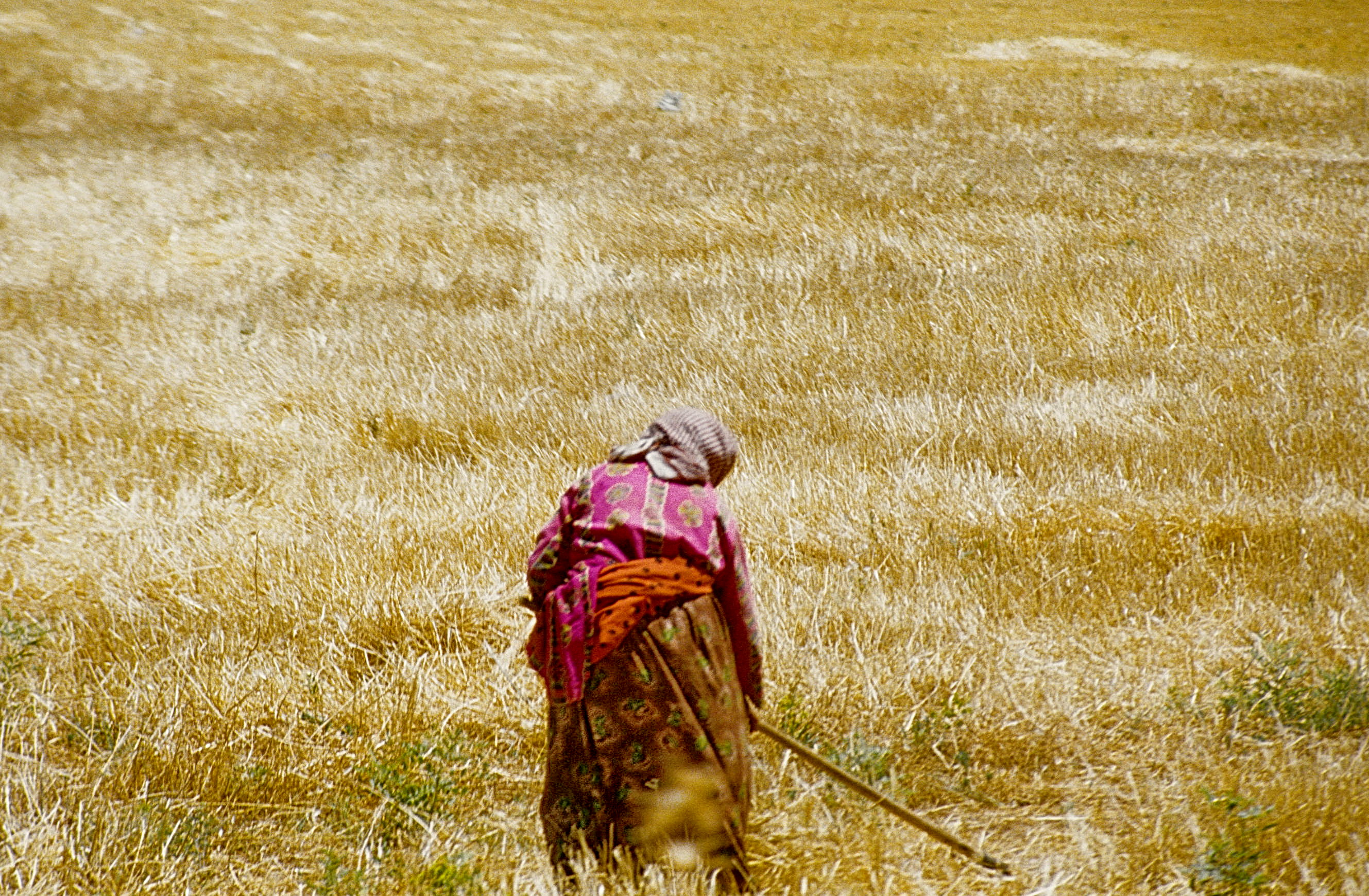
Ende der 1980er Jahre wurde in der Urfa-Harran Ovası Getreide bisweilen noch mit der Sense geerntet.

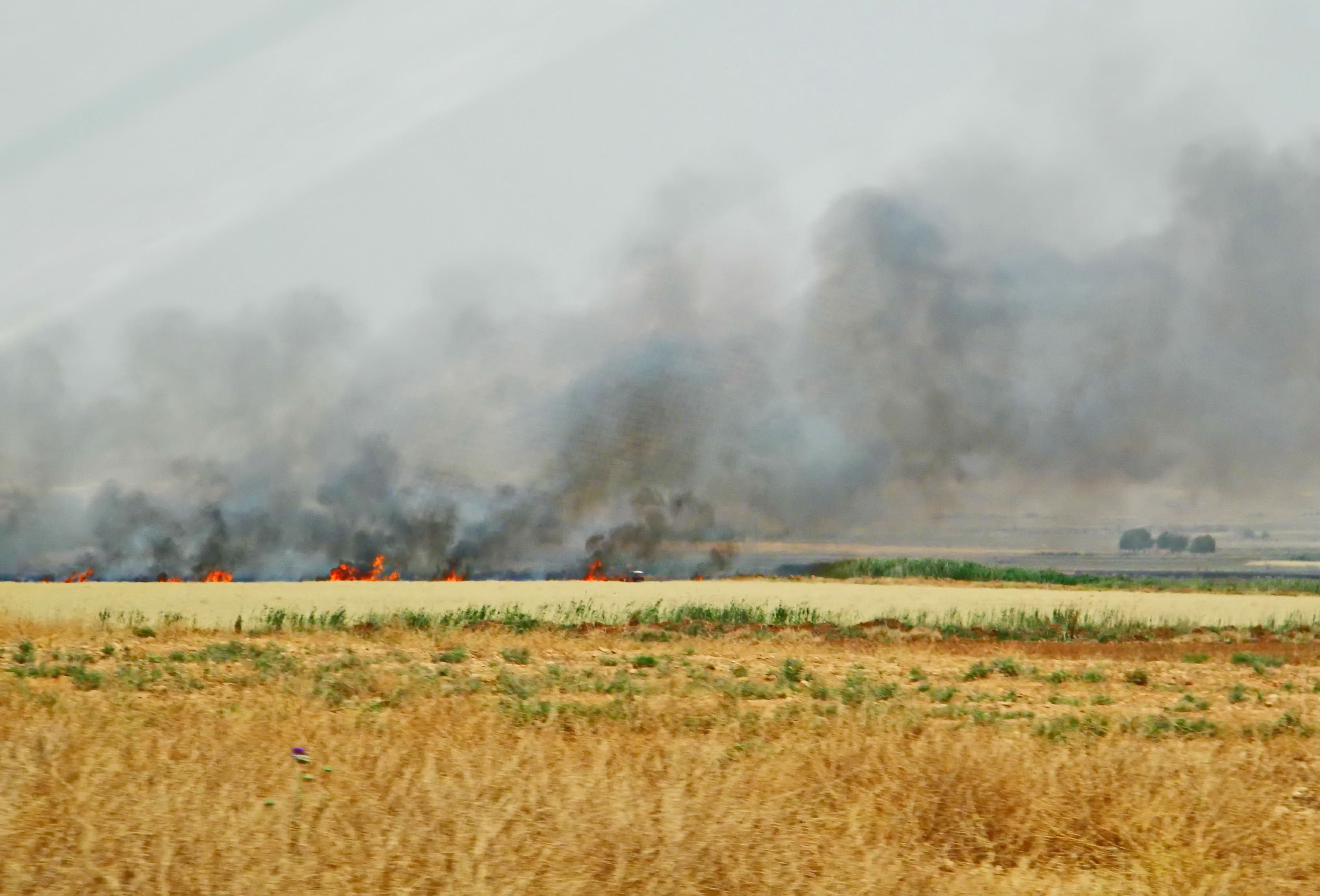
Noch Anfang des 21. Jahrhunderts wurde in der Urfa-Harran Ovası Branddüngung durch Abbrennen von Stoppelfeldern praktiziert.

Mit dem Beginn der Bewässerungslandwirtschaft in der Ebene im Jahr 1995 erfolgte ein auffälliger Wandel der Agrarlandschaft. Es gab nicht nur eine Zunahme des Musters landwirtschaftlicher Produkte und agrarer Techniken, sondern auch eine bemerkenswerte Verbesserung der wirtschaftlichen Situation der lokalen Bevölkerung, Noch Ende der 1980er Jahre wurde in der Urfa-Harran Ovası Getreide bisweilen noch mit der Sense geerntet, und noch Anfang des 21. Jahrhunderts wurde in der Urfa-Harran Ovası Branddüngung durch Abbrennen von Stoppelfeldern praktiziert. Inzwischen herrschen zeitgemäße Agrarpraktiken vor. Auch die Bevölkerungs- und die Siedlungsanzahl in der Ebene nahm bedeutend zu. Heute (2007) gibt es in den Teilen der Ebene um Şanlıurfa, Akçakale und Harran über 270 Dörfer mit vielen angebundenen Weilern und Einzelhöfen. Nach den Ergebnissen von Satellitenbildanalysen betrug der Anteil der bebauten Fläche 1995 78 km² (7800 ha) und stieg bis 2015 auf 133 km² (13.300 ha) an, eine Zunahme von über 70 % innerhalb von 20 Jahren seit dem Beginn der Bewässerung. Bei den Bauten handelte es sich hauptsächlich um Wohnhäuser und industrielle Einrichtungen wie Fabriken für Produkte auf der Basis von Rohstoffen aus Agrarkulturen wie Baumwolle und Mais. Zusätzlich zu den Bauten verschwanden Ackerflächen durch den Bau offener Kanäle und Straßen. Die Bauflächen nahmen zu Lasten der landwirtschaftlichen Flächen zu. Die negativen Auswirkungen der Urbanisierung sind angesichts einer oft unkontrollierten Bebauung fruchtbarer Böden offensichtlich. Die Pflanzenproduktion ging infolge von Verlusten in den bewässerten landwirtschaftlichen Flächen zurück. Darüber hinaus waren urbanisierte Gebiete anfälliger für Umweltverschmutzung. Höhere Nitratbelastungen wurden in Gebieten gemeldet, in denen intensive Landwirtschaft mit Urbanisierungsaktivitäten kombiniert wurde. Die zunehmende Verstädterung verursachte zudem einen erhöhten Wasserverbrauch in den Ebenen und verringerte das Einsickern von Wasser, was zur Bildung härterer Böden führte. Gleichzeitig ergaben sich in den letzten 25 Jahren für das Grundwassersystem in der Urfa-Harran-Ebene aus verschiedenen Gründen z. T. gravierende Probleme. Dazu zählen die Folgen durch Einleitung von kommunalem Abwasser in die Ebene ohne Klärsystem und die Verschmutzung durch Sickerwasser im Bereich von Festabfalllagerung. Nach Inbetriebnahme von Anlagen zur Abfalltrennung und Stromerzeugung aus Abfall wurden diese zu einem großen Teil beseitigt. Das Sprühen von Pestiziden, Düngen, übermäßige Bewässerung und daraus resultierende Versalzung, Verschmutzung durch Ställe und Futterplätze im Einzugsgebiet der Ebene, Einleitung von Wasser aus dem Geothermalgebiet Karaali in die Entwässerungsrinne, Vermischung von Abwässern mit Grundwasser ländlicher Siedlungen in der Ebene treten allerdings weiterhin als Elemente auf, die das unterirdische Wassersystem verschmutzen und seine chemische Zusammensetzung verändern. Es traten darüber hinaus weitere Probleme aufgrund von übermäßiger und unkontrollierter Bewässerung, Staunässe, Verarmung der landwirtschaftlichen Flächen in Bezug auf Nährstoffe sowie Gefahren durch Karstformen (Dolinen) in der Ebene.

### Versalzungsprobleme
In der Urfa-Harran Ovası herrscht, wie oben dargestellt, kontinentales Mittelmeerklima mit heißen und trockenen Sommern und regnerischen Winter- und Frühlingszeiten, worauf die entsprechende Veränderung zwischen Regen- und Trockenzeit mit Anstieg bzw. Sinken des Grundwasserpegels zurückzuführen sind. Die kontinuierliche Flutungsbewässerung nach dem Übergang zur bewässerten Landwirtschaft veränderte jedoch die Schwankungen des Grundwasserspiegels drastisch. Während dieser unter trockenen klimatischen Bedingungen während der Sommerperiode mit starker Verdunstung üblicherweise sank, stieg der Grundwasserspiegel durch die in dieser Zeit laufende Bewässerung an. Übermäßige Bewässerung, insbesondere während der Pflanz- und Wachstumsperiode von Baumwolle, verursacht mindestens zweimal im Jahr Veränderungen sowohl des Grundwassers als auch des Grundwasserspiegels. Insbesondere in den neu erschlossenen Ackerflächen stiegen die Erträge in den ersten Jahren im Vergleich zu den früher trockenen Bedingungen außerordentlich stark an. Die Landwirte verbrauchten daraufhin mehr Wasser als nötig, weil sie dachten, dass Ertragssteigerungen mit mehr Wasser zu erreichen seien. Allerdings benötigt jede Pflanze nur eine bestimmte Menge Wasser. Zu viel Wasser erhöht den Ertrag nicht und tötet die Pflanze möglicherweise ab. Da die Bauern diese Regel nicht kannten, verbrauchen sie mehr Wasser. Infolgedessen stieg das Grundwasser, und diese landwirtschaftlichen Flächen wurden mit Salzproblemen konfrontiert. Da die Urfa-Harran-Ebene eine ungefähr schüsselförmige Ebene mit einer sehr geringen durchschnittlichen Neigung ist, findet die Grundwasserbewegung in der Ebene nur langsam von Nord nach Süd statt. Übermäßige und unkontrollierte Bewässerung sowie unzureichende Entwässerung ließen den Grundwasserspiegel insbesondere in der südlichen Hälfte der Ebene steigen.
Das Problem der Versalzung landwirtschaftlich genutzter Flächen, das in der Vergangenheit unbedeutend gewesen war, wurde seit 1995, dem Beginn der GAP-Bewässerung, nach und nach zu einem ernsthaften Problem. Allerdings war das Versalzungsproblem schon in den 1970er Jahren im Süden von Akçakale in Gebieten nahe der syrischen Grenze aufgetreten. Einige dieser Ländereien befinden sich heute zwar in einem Zustand der Regenerierung, andere dagegen nicht. Aus einem Bericht des türkischen Staatswasserbauamtes (DSİ, Devlet Su İşleri) von 1971 geht hervor, dass damals von den niedrig gelegenen Ländereien in der Urfa-Harran-Ebene entlang des Culap Çayı 8513 ha Land salzhaltig, 3289 ha Land salzig-alkalisch und 33 ha Land alkalisch, also über 10000 ha für Feldbau ungeeignet waren. In der Ebene um Harran wurden um 2010 die Böden mit unterschiedlichem Salzgehalt auf etwa 15.000 Hektar als problematisch eingestuft. Ursachen des Salzgehalts lagen in den Bodeneigenschaften, im hohen Grundwasserspiegel, in schlechter Qualität des Bewässerungswassers, in falscher und übermäßiger Bewässerung, Fehlern bei der Landnutzung und in der mangelnden Kompetenz, das durch die Bewässerung angesammelte Wasser durch geeignete Drainage von den landwirtschaftlichen Flächen abzuleiten. Bereits 2006 war deutlich darauf hingewiesen worden, dass in Teilen der Urfa-Harran Ovası, einem Gebiet von 20–30.000 Hektar, die Versalzung drohte. Dabei stand der Vorwurf im Raum, dass die Versalzung durch übermäßige Bewässerung des Bodens erfolge, weil das GAP-Bewässerungsprojekt der Harran-Ebene ohne Berücksichtigung der geologischen und hydrogeologischen Struktur der Region durchgeführt wurde. Dreißig Jahre zuvor, als man allgemein auf ein Druckrohrsystem anstelle des offenen Kanalsystems umstellte, war die Urfa-Harran-Ebene, die heißeste Region der Türkei mit der höchsten Verdunstungsrate, weiter mit offenen Kanälen bewässert worden.
Besonders im Südosten der Ebene mischte sich aufsteigendes und horizontal ausbreitendes bereits salziges Grundwasser mit Gips in pliozän-quartären klastischen Sedimenten, was in großen Gebieten zur Bodenversalzung führte. Obwohl die Versalzung in der Harran-Ebene aufgrund vieler verschiedener Faktoren entsteht (Überbewässerung, schwaches Gefälle, unzureichende Entwässerung, Lithologie, Verdunstung), ist die Hauptursache die chemische Lösung von Gips, wobei Gips-Brackwasser u. a. auch durch übermäßige Bewässerung ins Grundwasser gelangt. In der jüngsten Fazies, jener klastischen Einheit aus dem Pliozän-Quartär, die aus Ton, Sand und Kies besteht, gibt es von Ort zu Ort Gipsschichten, die durch saisonale Bäche gebildet wurden, die von den umliegenden Hochplateaugebieten in die Ebene flossen, bisweilen Überschwemmungen brachten und sogar die Ansammlung von äolischen Sedimenten, die vom Wind an den Fuß des Grabens getragen wurden. Die Dicke der Gipsschichten, die in einem weiten Gebiet vom Dorf Yardim bis zur syrischen Grenze vorkommen, erreicht südlich des Kreiszentrums Harran 20 Meter. Andererseits ist nicht auszuschließen, dass das gipshaltige Brackwasser durch Verwerfungen und Risse in den Karstgrundwasserleiter gelangt und die Wasserqualität im Karstgrundwasserleiter mindert. Seit Beginn der Bewässerung nimmt die Versalzung in der Ebene zu und bedroht die landwirtschaftliche Produktion und die Agrarflächen. Ab 2009 hat die durch Versalzung degradierte Bodenfläche 177,67 km² erreicht (das sind etwa 9,5 % des dortigen Bewässerungslandes). Davon befinden sich 82,28 km² in schwach salzhaltiger, 44,45 km² in mittel salzhaltiger und 50,94 km² in stark salzhaltiger und alkalischer Bodenkategorie. Der Ertragsverlust aufgrund der Versalzung in der Ebene wurde zwischen 2008 und 2009 für Baumwolle auf 3353 Tonnen, für Weizen auf 5441 Tonnen und für Mais als Zweitfrucht auf 2167 Tonnen geschätzt.

### Belastung durch Nitrat und Schwermetalle
Die Intensivierung der Landwirtschaft in der Urfa-Harran Ovası führte zudem durch Einsatz von Düngemitteln, unsachgemäße Pestizidnutzung sowie durch feste sowie flüssige Abfälle aus Haushalten und Viehzucht zu steigenden Problemen hinsichtlich der chemischen Zusammensetzung des Grundwassers und zu Schwermetallverschmutzung. Studien weisen darauf hin, dass die Menge an Nitrat im Grundwasser in der Ebene zunimmt. In der Harran-Ebene gibt es mehr als 270 Dörfer und viele Weiler und Einzelhöfe mit Stallungen und anderen Nebengebäuden, die über keine adäquate Kanalisation verfügen und deren festen Abfälle nicht regelmäßig gesammelt werden. Aus diesem Grund gelangen sowohl Haushaltsflüssigkeiten als auch andere Abfälle mit Regenwasser in den Boden und in den Untergrund. Um das Ausmaß der Probleme zu klären, wurden im Sommer und Winter 2014–2015 aus 20 repräsentativen Brunnen Proben auf Nitratgehalte in freien Grundwasserleitern der Urfa-Harran Ovası untersucht. Dabei wurden Nitratwerte gefunden, die höher waren als der maximal als akzeptabel vorgeschlagene Trinkwasserstandardwert des Türkischen Normeninstituts (TS, Türk Standardlari Enstitüsü) von 2005, der WHO (Weltgesundheitsorganisation) von 1998 und des Codes für Lebensmittelzusatzstoffe E (1998). Es gibt zwar mittlerweile einen spürbaren Rückgang der Nitratwerte im Vergleich zu 2005, aber trotz sinkender Werte liegen die Nitratwerte nach nationalen und internationalen Richtwerten über 50 mg/l. In der gesamten Urfa-Harran-Ebene wird deshalb Brunnenwasser von Menschen nicht als Trinkwasser verwendet, während Brunnen, die als tägliches Gebrauchs-, Gartenbewässerungs- und Trinkwasser für Tiere benutzt werden, im Winter generell eine Nitratkonzentration über dem empfohlenen Grenzwert von 50 mg/l haben, in den Sommermonaten allerdings nur in manchen Brunnen, was bei den Restlichen auf den Rückgang der landwirtschaftlichen Aktivitäten zurückzuführen ist. Der Anstieg der Nitratwerte im Winter lässt sich einerseits durch erhöhte Niederschläge und die damit verbundene höhere Nitrataktivität erklären. Für die Kultivierung von Baumwolle und Mais, den beiden zweiten Kulturpflanzen, die unter bewässerten Bedingungen angebaut und im Frühjahr gepflanzt werden, wird in der Winterperiode auf größeren Flächen Düngemittel ausgebracht.
Zudem ist der Einsatz von Pestiziden zum Pflanzenschutz in der gesamten Harran-Ebene intensiv und in großen Mengen üblich. Quellen der Schwermetallbelastung sind in erster Linie landwirtschaftliches Sprühen und zudem die direkte Einleitung des im Geothermalfeld Karaali verwendeten Wassers in den Entwässerungskanal, sodass die Werte an Aluminium, Chrom, Eisen, Molybdän, Nickel, Selen und Vanadium überschritten werden und für die Wiederverwendung als Bewässerungswasser für die Landwirtschaft kritische Grenzen erreichen. In 2 Brunnen in der Nähe der Entwässerungskanäle wurde festgestellt, dass die Schwermetallmenge von Aluminium und Eisen nach den Trinkwasserkriterien der Weltgesundheitsorganisation überschritten wurde.

### Dolinenbildung
Neben der Abnahme der Karstwasserressourcen aufgrund der übermäßigen Nutzung von Grundwasser im Plateaubereich im Norden der Ebene, die u. a. den Balıklı-See speisen (s. o.), bewirkte die Bewässerungs-Landwirtschaft seit 1995 in der Urfa-Harran Ovası auch die Beschleunigung natürlicher Verkarstungsprozesse. Die jüngsten auffälligen Verkarstungserscheinungen in und um die Urfa-Harran-Ebene ist die Dolinenbildung, die dort bis dahin eher unbekannt war. Unter den klastischen Einheiten am Boden der Ebene (und auch in den Plateaus rund um die Ebene), die in der Urfa-Harran-Ebene ein sehr großes Gebiet einnehmen, lagern Kalksteine aus dem Eozän und Miozän, von denen sich besonders die eozänen Kalke mit ihren Hohlräumen, zahlreichen Rissen und Strukturen sehr gut zur Verkarstung in Form von bedecktem Karst eignen. Änderungen des Grundwasserspiegels, vertikale Wasserbewegungen in den klastischen Sedimenten führen dazu, dass sich die Risse in den unteren Kalksteinen ausweiten und verkarstete Röhren bilden, die sich ausdehnen und mit der Zeit zu senkrechten Schächten werden, wobei klastisches Material entlang der Störungen, Lücken und Risse strömt und diese unter der Oberfläche zu größeren Hohlräumen in den klastischen Einheiten erodieren. Gleichzeitig schwächt die Änderung des Grundwasserspiegels die Decke des Hohlraums, bis es zum plötzlichen Einsturz einer Doline kommt, die danach durch Oberflächenbewässerung noch erweitert wird. So entstand z. B. 1998 in der Ebene die Einsturzdoline von Ortaören, die sich nach und nach bis 2003 erweiterte. Die Doline hatte bei ihrer ersten Bildung einen Durchmesser von 10 m und eine Tiefe von 10 m. 2002 erreichte sie einen Durchmesser von 10 × 15 m und eine Tiefe von 15 m, und 2003 hatte sie einen Durchmesser von 20 × 22,5 m und einer Tiefe von 15 m. Anfang 2020 war bereits ein Durchmesser von 27 × 31,5 m und eine Tiefe von 15 m erreicht. Seit Januar 2020 sind in dem Gebiet, in dem die Ortaören-Doline entstand, etwa 2100 m² landwirtschaftlicher Flächen unbrauchbar geworden.
Eine weitere Doline mit einem Durchmesser von etwa 4 m bildete sich 2012 in der Nähe des Dorfes Ekinyazı. Die vom DSI (Devlet Su İşleri, Staats-Wasserbauamt) daraufhin aufgefüllte Doline brach 2017 erneut zusammen. An der Basis des Erdbruchs war ein Schacht mit einem Durchmesser von etwa 1 Meter entstanden. Bei einem zweiten Einsturz im Jahr 2017 wurde der Durchmesser der Dolina mit etwa 7 Metern und einer Tiefe von 25 Metern gemessen. In den letzten 10 Jahren sind ähnliche Dolinenformationen auch in der Nähe von Yeniköy und Karaali aufgetreten. Lithologische, stratigraphische, tektonische, hydrologische und klimatische Faktoren wirken sich offenbar auf die Dolinenbildung in der Ebene aus. Die entstandenen Hohlräume in der Sedimentdecke in der Mitte der Ebene, die stellenweise 350–400 Meter beträgt, werden dort zunächst mit klastischen Materialien gefüllt, so dass die entstandenen Dolinen als relativ kleine Vertiefungen in Form von Senkungsdolinen auftreten, die während des Pflügens oder durch die Dorfbewohner geschlossen werden und damit zunächst nicht auffallen. Zwischen der Entstehung der Dolinen und tektonischen Linien besteht ein offenbar enger Zusammenhang. Auch Verwerfungen sind bei der Bildung von Hohlräumen in den Kalksteinen am Fuß der Ebene wirksam. Die Tatsache, dass sich alle bisher in der Urfa-Harran-Ebene gebildeten Dolinen in der Nähe von Bruchlinien entwickelt haben, bestätigt diese Situation.